# Primeiros arranha-céus

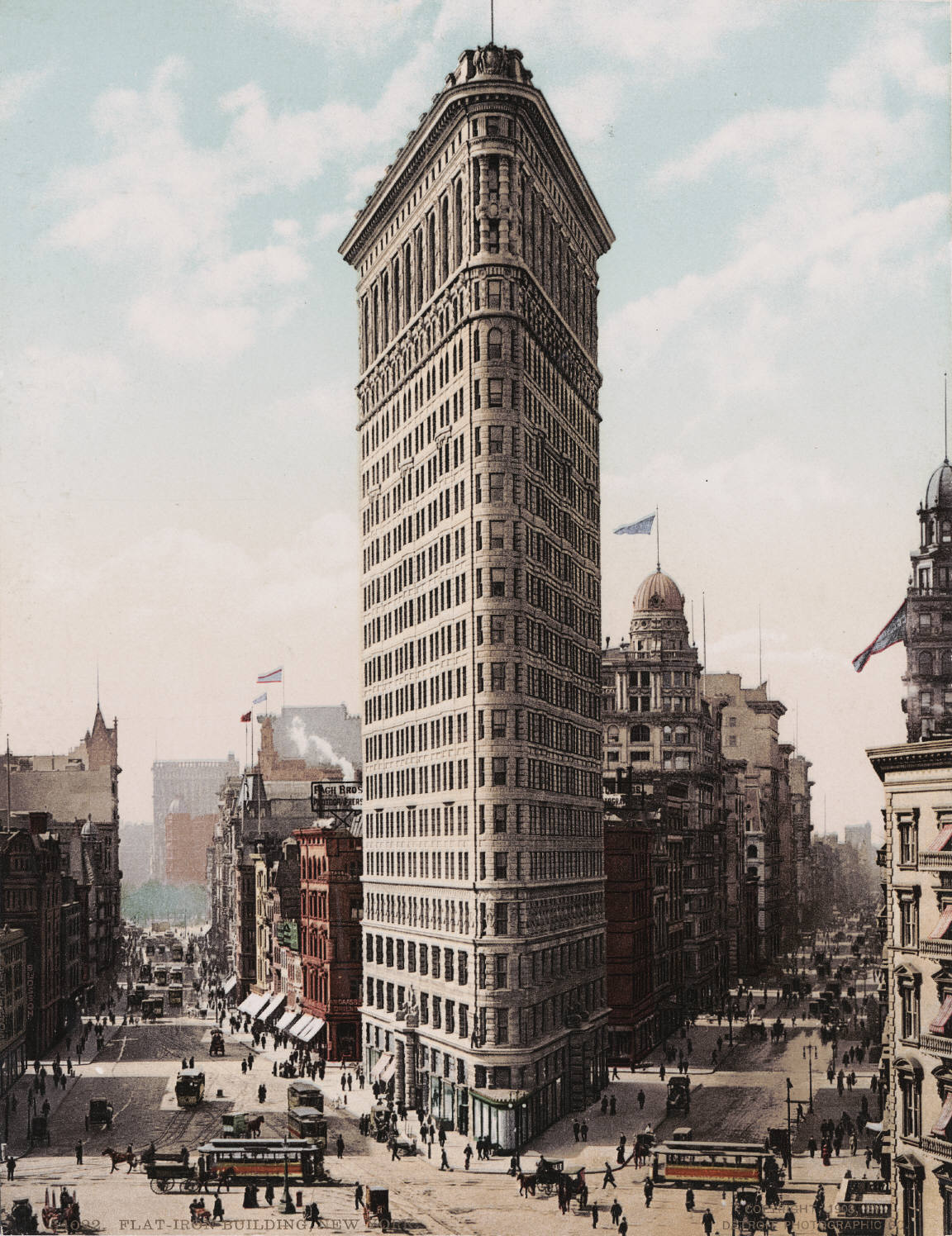
Flatiron Building, em Nova Iorque, logo após sua construção em 1903

Os primeiros arranha-céus foram uma série de prédios comerciais altos construídos entre 1884 e 1939, predominantemente nas cidades americanas de Nova Iorque e Chicago. As cidades dos Estados Unidos eram tradicionalmente constituídas por prédios baixos, mas um crescimento econômico significativo após a Guerra Civil e o uso cada vez mais intensivo de terras urbanas incentivaram o desenvolvimento de prédios mais altos a partir da década de 1870. Melhorias tecnológicas permitiram a construção de estruturas em ferro à prova de fogo com fundações profundas, equipadas com novas invenções, como o elevador e a iluminação elétrica. Estes fatores tornaram tecnicamente e comercialmente viável a construção de uma nova classe de edifícios mais altos, o primeiro dos quais, foi o Home Insurance Building com seus 42 metros inaugurado em 1885 em Chicago. O número de prédios altos cresceu rapidamente e, em 1888, já estavam sendo rotulados como arranha-céus.
Chicago inicialmente liderou o caminho na construção de arranha-céus, com muitos sendo construídos no centro do distrito financeiro durante o final da década de 1880 e início da década de 1890. Às vezes denominados produtos da escola de arquitetura de Chicago, esses arranha-céus tentavam equilibrar as preocupações estéticas com o design comercial prático, produzindo prédios grandes, quadrados, no estilo palazzo, abrigando lojas e restaurantes no térreo e contendo escritórios alugáveis nos andares superiores. Em contraste, os arranha-céus de Nova Iorque eram frequentemente torres mais estreitas que, de estilo mais eclético, eram frequentemente criticadas por sua falta de elegância. Em 1892, Chicago proibiu a construção de novos arranha-céus com mais de 46 metros de altura, deixando o desenvolvimento de edifícios mais altos para Nova Iorque.
Uma nova onda de construção de arranha-céus surgiu na primeira década do século XX. A demanda por novos espaços de escritórios para manter a força de trabalho em expansão dos funcionários de colarinho branco continuou a crescer. Os desenvolvimentos de engenharia facilitaram a construção e a moradia em edifícios ainda mais altos. Chicago construiu novos arranha-céus em seu estilo clássico, enquanto Nova Iorque experimentou com o projeto de torres. Edifícios emblemáticos como o Flatiron (87 metros de altura) foram seguidos pela Torre Singer (187 metros), a Metropolitan Life Insurance Company Tower (210 metros) e o Edifício Woolworth (240 metros). Embora esses arranha-céus tenham sido sucessos comerciais, as críticas aumentaram quando eles destruíram o horizonte da cidade e mergulharam ruas e prédios vizinhos em sombras. Combinado com uma crise econômica, isso levou à introdução de restrições de zoneamento em Nova Iorque em 1916.
Nos anos entre guerras, os arranha-céus se espalharam para quase todas as grandes cidades dos Estados Unidos, enquanto alguns foram construídos em outros países ocidentais. O boom econômico da década de 1920 e a extensa especulação imobiliária encorajaram uma onda de novos projetos de arranha-céus em Nova Iorque e Chicago. A Lei de Zoneamento de 1916 de Nova Iorque ajudou a moldar o estilo art déco de arranha-céus, levando a estruturas que se concentravam em volume e silhuetas marcantes, muitas vezes ricamente decoradas. As alturas dos arranha-céus continuaram a crescer, com o Chrysler e o Empire State Building reivindicando novos recordes, atingindo 319 metros e 380 metros respectivamente. Com o início da Grande Depressão, o mercado imobiliário entrou em colapso e novas construções paralisaram. A cultura popular e acadêmica abraçou o arranha-céu por meio de filmes, fotografia, literatura e balé, vendo os edifícios como símbolos positivos da modernidade e da ciência ou, alternativamente, exemplos dos males da vida moderna e da sociedade. Projetos de arranha-céus após a Segunda Guerra Mundial normalmente rejeitavam os projetos dos primeiros arranha-céus, adotando o estilo internacional; muitos arranha-céus mais antigos foram redesenhados para se adequarem aos gostos contemporâneos ou mesmo demolidos - como a Singer Tower, que já foi o arranha-céu mais alto do mundo.

## Contexto: 1850–1879

### Mudanças comerciais e sociais
Os primeiros arranha-céus surgiram nos Estados Unidos como resultado do crescimento econômico, da organização financeira das empresas americanas e do uso intensivo de terras. Nova Iorque foi um dos centros de construção de arranha-céus e teve uma história como um importante porto localizado na pequena ilha de Manhattan, na costa leste dos Estados Unidos. Como consequência de sua história colonial e planejamento urbano, o mercado imobiliário nova iorquino estava dividido em muitas pequenas parcelas de terra, com poucos terrenos grandes. Durante a primeira metade do século XIX, tornou-se o centro nacional das finanças americanas, e os bancos do distrito financeiro de Wall Street competiam ferozmente com as instituições inglesas pelo domínio internacional.
O Grande Incêndio de 1835 destruiu a maioria dos antigos edifícios financeiros e, em seu lugar, uma grande variedade de novos edifícios foi erguida e demolida em rápida sucessão durante as décadas de 1840 e 1850; O viajante Philip Hone sugeriu que toda a cidade estava sendo reconstruída a cada década. A maioria dos edifícios adotou o estilo de arquitetura palazzo inspirado na renascença italiana, popular na Inglaterra, e não subia mais do que cinco ou seis andares. Nova Iorque não tinha restrições quanto à altura dos edifícios, mas na prática prédios baixos eram a norma, pelo menos até 1865, com os prédios mais altos sendo as igrejas da cidade. A população de Nova York triplicou entre 1840 e 1870, e os valores das propriedades aumentaram em mais de 90% entre 1860 e 1875.

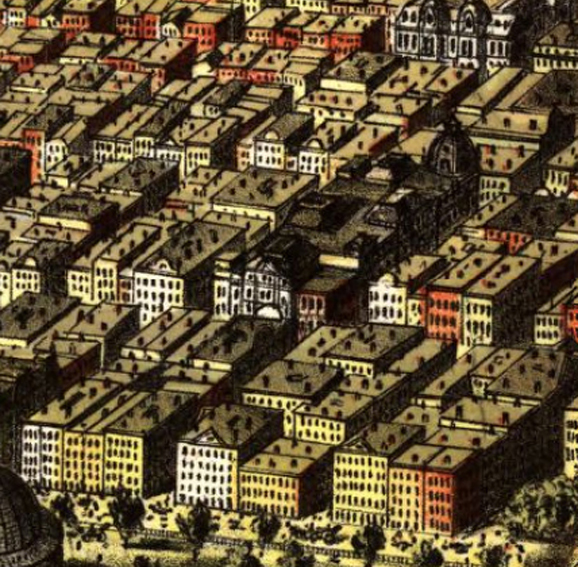
Mapa de Chicago de 1874 da Currier and Ives mostra os edifícios baixos construídos após o incêndio de 1871

Mais a oeste, a cidade de Chicago se tornou o outro grande local no desenvolvimento dos primeiros arranha-céus. Em contraste com Nova Iorque, Chicago emergiu como uma grande metrópole somente em meados do século XIX, crescendo de uma vila de cerca de cinquenta habitantes em 1830, para uma cidade de 30 mil em 1850 e quase 300 mil em 1870. Chicago tornou-se o centro ferroviário para o oeste americano e a principal cidade comercial dos territórios emergentes, famosa por sua cultura comercial. Via-se como diferente das cidades da costa leste e era imensamente orgulhosa de seu status de centro crescente e vibrante.
Na década de 1870, Chicago tornou-se o principal centro financeiro do oeste, mas em outubro de 1871, o Grande Incêndio de Chicago destruiu a maioria das estruturas de madeira da cidade. A cidade foi reconstruída em grandes terrenos em uma nova rede de ruas e seguiu novas ordenações urbanas que proibiam a construção em madeira. Esses fatores encorajaram a construção de propriedades mais altas em novos projetos inovadores, que, como Nova Iorque, viram uma série de negócios e serviços sendo embalados em edifícios únicos.
A construção de prédios altos durante a década de 1870 foi prejudicada pelo pânico financeiro de 1873 e pela depressão econômica que se seguiu, que durou até cerca de 1879. A construção diminuiu e os valores das propriedades caíram. Em 1880, no entanto, a recuperação estava bem encaminhada, com a nova construção em Nova Iorque voltando ao ritmo de 1871, e a retomada econômica tornando a construção de prédios mais altos uma opção financeira atraente novamente, estabelecendo muitas das condições prévias para a construção de arranha-céus.

### Desenvolvimentos tecnológicos

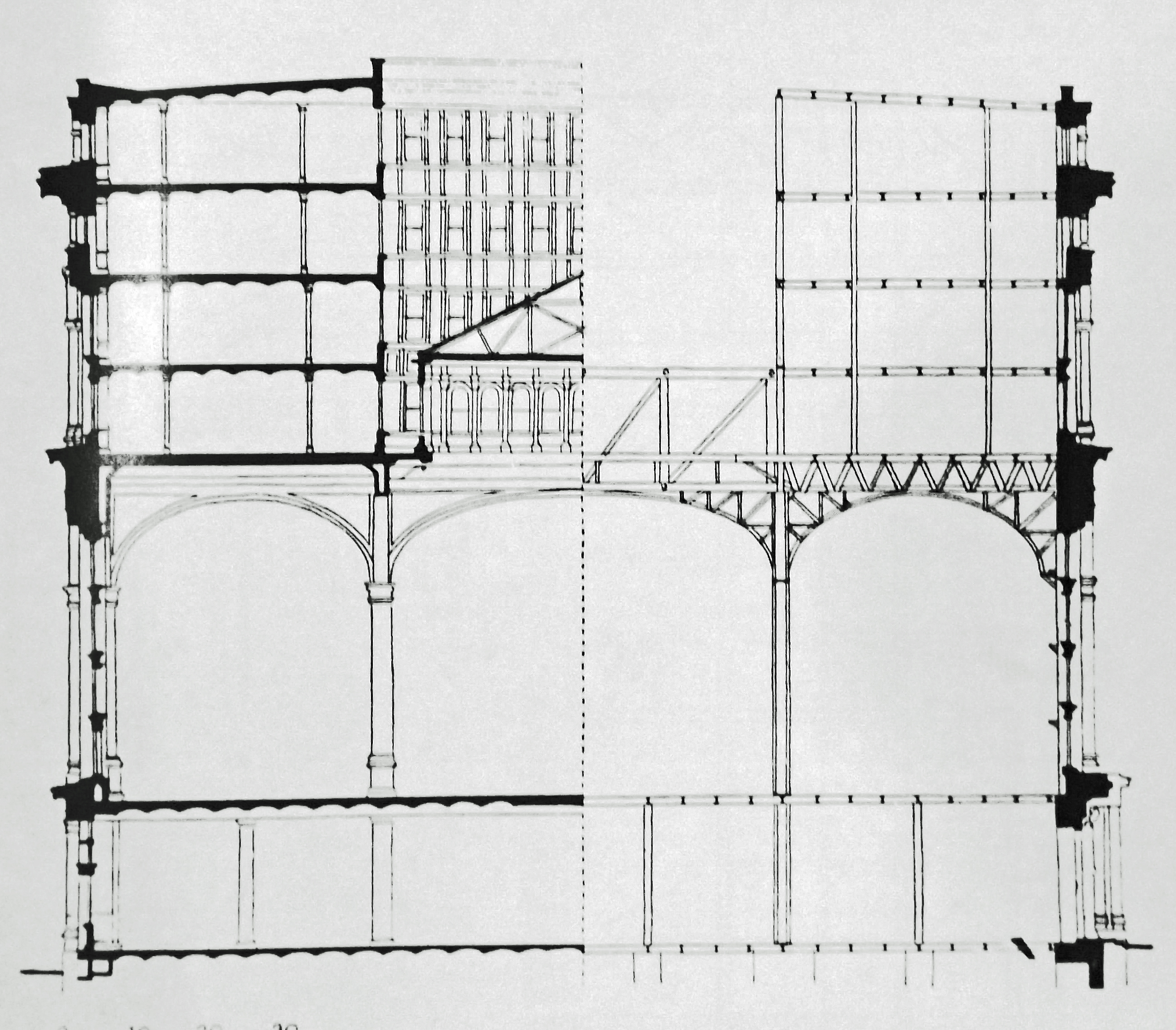
A Bolsa de Produtos de 1884 fez avanços estruturais no projeto de estruturas metálicas.

O surgimento de arranha-céus foi possível graças a avanços tecnológicps em meados do século XIX. Um desses desenvolvimentos foi o edifício com estrutura de ferro. Construções de alvenaria sustentavam seus pisos internos através de suas paredes, mas quanto mais alto o prédio, mais espessas as paredes tinham que se tornar, principalmente na base. Na década de 1860, os engenheiros franceses experimentaram o uso de vigas de placa construídas em ferro forjado para construir edifícios sustentados por estruturas internas de metal. Essas estruturas eram mais fortes que a alvenaria tradicional e permitiam paredes muito mais finas. A metodologia foi amplamente descrita em revistas de engenharia e inicialmente usada para construir armazéns.
O uso dessas armações de metal para edifícios mais altos, no entanto, significava expô-las ao aumento da pressão do vento. Como conseqüência, a proteção contra o vento  teve que ser introduzida, possibilitada pelo trabalho de Augustin-Jean Fresnel, que produziu equações para calcular as cargas e os momentos em edifícios maiores. Os edifícios com estrutura metálica também eram vulneráveis a incêndios e requeriam proteção especial contra incêndios. Os engenheiros franceses fizeram avanços nessa área no início do século XIX, e grandes avanços vieram com o trabalho do arquiteto Peter Wight na década de 1860. Estimulado pelos incêndios catastróficos em Chicago em 1871 e Boston em 1872, suas descobertas foram transformadas em uma ampla variedade de produtos patenteados à prova de fogo durante a década de 1870.
Edifícios mais altos e pesados, como arranha-céus, também exigiam fundações mais fortes do que prédios menores. Construções anteriores tinham tipicamente apoiado suas fundações em entulho, que, por sua vez, era depositado na camada superior macia do solo, chamada de sobrecarga. À medida que os prédios se tornavam mais altos e mais pesados, a sobrecarga não suportava seu peso, e as fundações precisavam cada vez mais repousar diretamente sobre o leito de rocha abaixo. Tanto em Nova Iorque quanto em Chicago, isso exigia escavar uma distância considerável através do solo macio e, freqüentemente, abaixo do lençol freático, correndo o risco de que os buracos se enchessem de água antes que as fundações estivessem completas. Quanto mais profundas as fundações precisassem ser, maior o desafio. Caixas especiais à prova d'água chamadas tubulões foram inventadas para lidar com este problema na Inglaterra em 1830 e adotadas nos Estados Unidos durante as décadas de 1850 e 1860.

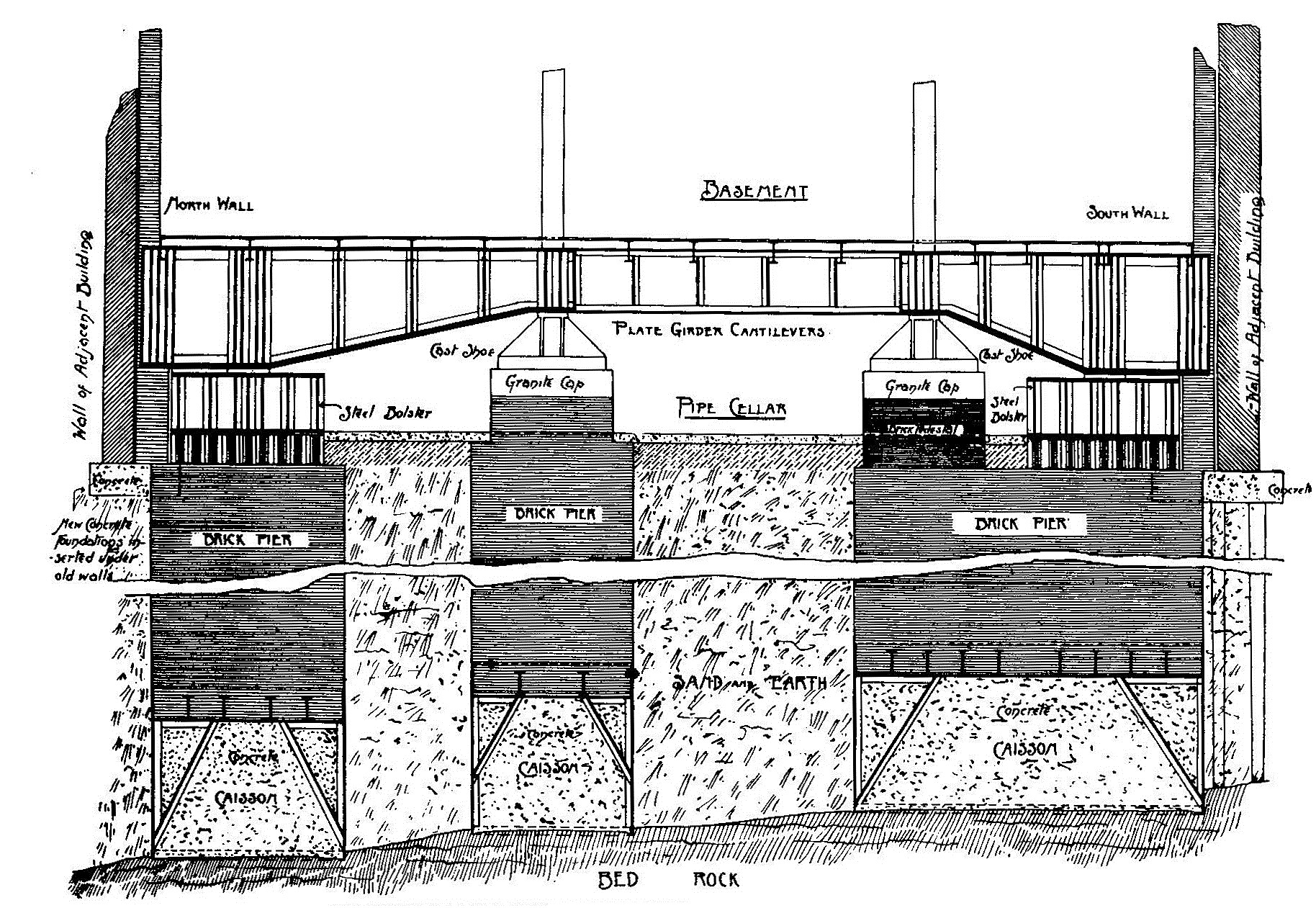
Fundações dos tubulões dos primeiros arranha-céus, 1898

O desenvolvimento do elevador também foi essencial para o surgimento dos primeiros arranha-céus, já que prédios de escritórios mais altos do que seis andares teriam sido impraticáveis sem eles. Elevadores foram instalados pela primeira vez na Inglaterra durante a década de 1830 e se espalharam para fábricas e hotéis dos Estados Unidos na década de 1840. Elevadores usando cabos de içamento, no entanto, só podiam funcionar efetivamente em prédios baixos, e essa limitação encorajou a introdução do elevador hidráulico em 1870, embora os primeiros modelos contivessem falhas de projeto perigosas. Em 1876, esses problemas foram resolvidos, fornecendo uma solução para servir aos primeiros arranha-céus.
Novas tecnologias de aquecimento, iluminação, ventilação e saneamento também foram essenciais para a criação de edifícios mais altos e atraentes para se trabalhar. O aquecimento central não podia ser facilmente estendido para atender a edifícios maiores; na década de 1850, um sistema usando ventiladores a vapor de baixa pressão e a vapor foi adotado na construção dos arranha-céus posteriores. Muitos edifícios dos Estados Unidos eram iluminados por gás, mas isso trazia riscos à segurança e era algo difícil de ser instalado em edifícios mais altos. Como alternativa, luzes elétricas foram instaladas a partir de 1878, alimentadas por geradores de porão. A ventilação também era um desafio, já que a fumaça indo das ruas para os escritórios e os fumos da iluminação a gás faziam da qualidade do ar um grande problema de saúde. Um sistema de ventilação forçada a vapor e com corrente de ar forçado foi inventado em 1860 e tornou-se amplamente usado em edifícios mais altos nos anos 1870, superando grande parte do problema. Melhorias na tubulação de ferro permitiram que instalações de água quente e fria e de saneamento fossem instaladas em prédios mais altos pela primeira vez.

## Surgimento do arranha-céu: 1880–1899

### O primeiro arranha-céu

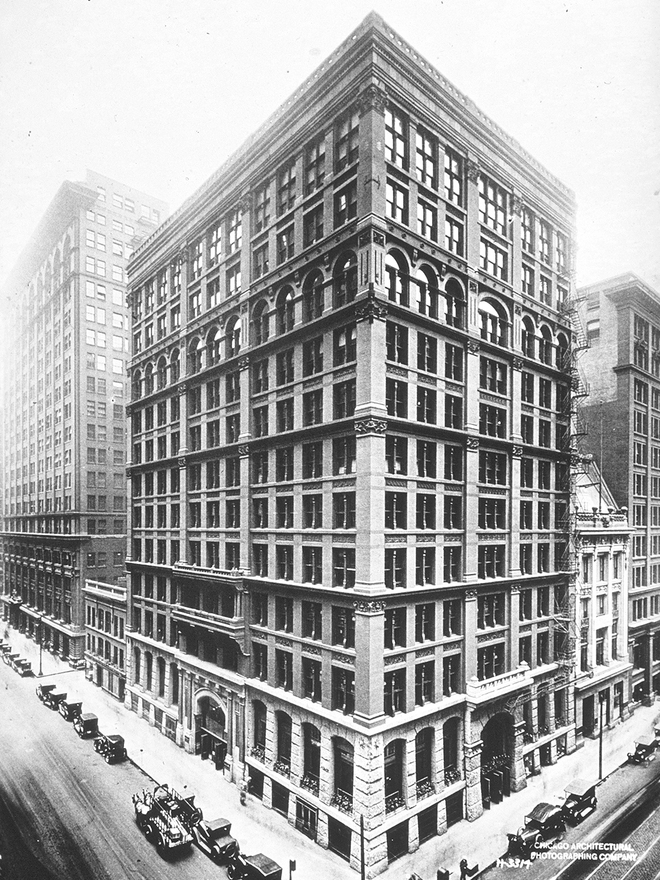
Home Insurance Buildings de Chicago em 1884, considerado por muitos o primeiro arranha-céu do mundo

Há discordância acadêmica sobre qual prédio deve ser considerado o primeiro arranha-céu. O termo foi usado pela primeira vez na década de 1780 para descrever um cavalo particularmente alto, antes de ser aplicado à vela no topo do mastro de um navio, chapéus altos e capotas, homens altos e uma bola que foi atingida no ar. Na década de 1880, a expressão começou a ser aplicada aos edifícios, primeiro em 1883, para descrever grandes monumentos públicos e, em seguida, em 1889, como um rótulo para escritórios altos, entrando em amplo uso na próxima década. Identificar o primeiro "verdadeiro arranha-céu" não é simples, e vários candidatos existem dependendo dos critérios aplicados. O Equitable Life Building nova iorquino, de George Post, de 1870, por exemplo, foi o primeiro prédio alto a usar o elevador, enquanto o edifício Produce Exchange, de 1884, fez avanços estruturais substanciais no projeto de estruturas metálicas. O Home Insurance Building em Chicago, inaugurado em 1885, é, no entanto, rotulado como o primeiro arranha-céu por causa de seu uso inovador de aço estrutural em um projeto de armação de metal.
O Home Insurance Building era arranha-céu alto de 10 andares, com 42 metros, projetado por William Le Baron Jenney, que foi treinado como engenheiro na França e foi um dos principais arquitetos de Chicago. O projeto de Jenney era incomum, pois incorporava aço estrutural na estrutura metálica interna do prédio, ao lado do tradicional ferro forjado. Esta armação segurou o peso dos andares do edifício e ajudou a suportar o peso das paredes externas, provando-se um passo importante para a criação das paredes cortina genuinamente não estruturais que se tornaram uma característica dos arranha-céus posteriores. O desenho não era perfeito - parte do peso ainda era carregado por paredes de alvenaria, e a armação de metal era parafusada, em vez de rebitada - mas era claramente um avanço significativo na construção de edifícios altos.
Essa técnica rapidamente se espalhou em Chicago. Em 1889, o Edifício Tacoma substituiu o metal parafusado pelo rebite, e a Câmara de Comércio de Chicago introduziu átrios interiores para distribuição de luz no projeto estrutural dos arranha-céus. O edifício de 1890 Rand McNally tornou-se o primeiro arranha-céu inteiramente auto sustentável e com estrutura de aço. Alguns edifícios, como o The Rookery e o Monadnock Building, combinavam elementos dos estilos mais novos e mais antigos, mas, em geral, Chicago rapidamente adotou estruturas de aço como uma maneira flexível e eficaz de produzir uma série de edifícios altos. Engenheiros estruturais especializados no projeto de estruturas de aço começaram a estabelecer escritórios em Chicago.

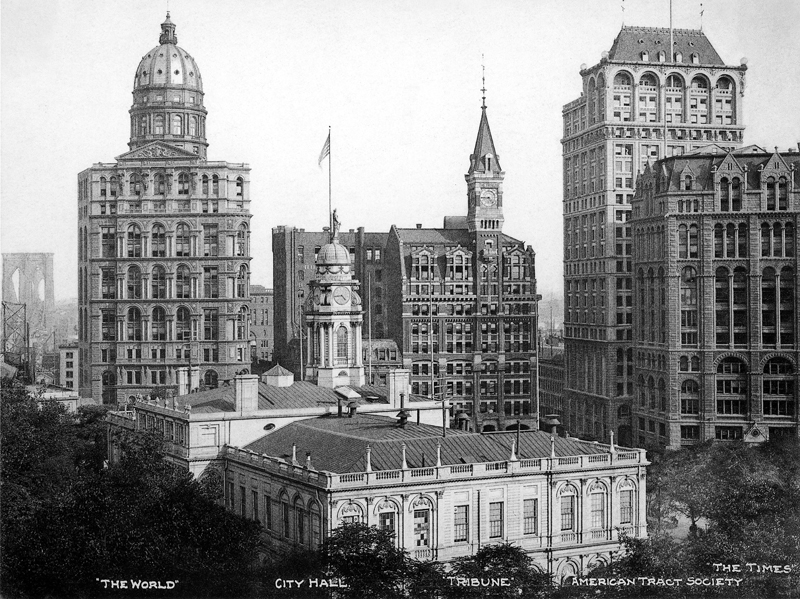
Park Row, em Nova York, teve vários arranha-céus construídos para empresas de jornais agrupadas em torno da Prefeitura.

Houve um boom na construção de arranha-céus em Chicago a partir de 1888. Em 1893, Chicago construiu 12 arranha-céus de 16 a 20 andares de altura, fortemente agrupados no centro do distrito financeiro. Os arranha-céus de Chicago, no entanto, foram limitados pelos limites contemporâneos do projeto de estruturas de aço e pelo sub-solo lamacento da cidade, que juntos limitavam a maior parte de seus arranha-céus a cerca de 16 ou 17 andares. Os arranha-céus de Chicago rapidamente se tornaram destinos turísticos devido às vistas da cidade que eles forneciam de seus andares superiores e como locais atraentes por si mesmos. Os turistas eram aconselhados a contratar táxis para passear nas ruas dos arranha-céus - ao deitarem no táxi, eles poderiam seguramente observar os topos dos prédios altos.
O Templo Maçônico era o mais proeminente desses arranha-céus. Construído pelos maçons de Chicago em 1892, numa época em que os maçons eram uma comunidade social em rápido crescimento, o luxuoso arranha-céus de 92 metros tinha 19 andares, os dez mais baixos contendo lojas e os níveis mais altos contendo as suítes e salões de reunião dos maçons, alguns capazes de abrigar até 1.300 pessoas. No topo havia um jardim no terraço e uma galeria de observação. Os maçons estavam competindo com seus rivais locais, os Odd Fellows, que pretendiam construir um arranha-céu muito mais alto, com 169 metros de alturas, que seria o edifício mais alto do mundo. Jornais divulgaram a história, contando fatos sobre o tamanho do Templo e fazendo comparações com edifícios históricos como o Capitólio ou a Estátua da Liberdade. O projeto dos Odd Fellows falhou, mas o Templo Maçônico capitalizou a publicidade, sendo declarado o "edifício comercial mais alto do mundo".
Em comparação, Nova Iorque ficava atrás de Chicago, tendo apenas quatro edifícios com mais de 16 andares em 1893. Parte do atraso foi causado pela lentidão das autoridades da cidade em autorizar técnicas de construção de estruturas metálicas; somente em 1889 eles cederam e permitiram que Bradford Gilbert construísse o Tower Building, um arranha-céu de 11 andares com estrutura de ferro. Isso encorajou a construção de mais arranha-céus em Nova Iorque, embora a cidade tenha permanecido cautelosa sobre a tecnologia por alguns anos. Finalmente, em 1895, um avanço foi feito com a construção do American Surety Building, um edifício de vinte andares e 92 metros de aço que quebrou o recorde de altura de Chicago. A partir de então, Nova Iorque abraçou completamente a construção com esqueletos de metal. Em particular, as empresas jornalísticas de Nova York adotaram o arranha-céu, construindo vários ao longo da Park Row, às vezes chamada de "Newspaper Row", nas décadas de 1880 e 1890. Alguns primeiros arranha-céus também foram construídos em Baltimore, Boston, Pittsburgh, St. Louis, Rochester e Buffalo, como o Wainwright Building, o Wilder Building e o Guaranty Building. Os primeiros exemplos na Costa Oeste incluem o Old Chronicle Building e o Call Building em São Francisco, bem como o Edifício Luzon em Tacoma, Washington.

### Desafios arquitetônicos

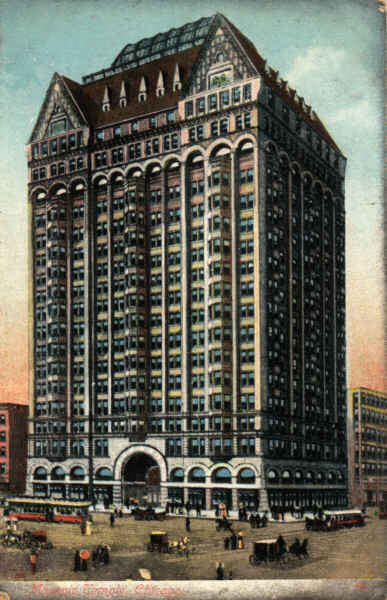
O Edifício do Templo Maçônico de Chicago retratado em 1909, mostrando a divisão tripartida do exterior do edifício e as típicas baías de janela de Chicago

Os arquitetos dos primeiros arranha-céus enfrentaram vários desafios. O estilo arquitetônico mais moderno do final do século XIX era o movimento francês Beaux-Arts, às vezes chamado de estilo renascentista italiano, que aplicava princípios estéticos clássicos a edifícios modernos. Arquitetos americanos formados no estilo Beaux-Arts da Académie des Beaux-Arts parisiense começaram a voltar para casa na década de 1880, trazendo consigo esses ideais e padrões. A aplicação dos padrões contemporâneos da Beaux-Arts aos primeiros arranha-céus, no entanto, não foi direta. Os edifícios que o movimento Beaux-Arts influenciou eram tipicamente muito mais baixos e largos do que qualquer arranha-céu, e era difícil reproduzir com precisão o estilo em um prédio alto e estreito.
Os arranha-céus também eram principalmente prédios comerciais, e a economia, assim como a estética, desempenhavam um papel importante em seu projeto. O escritor de arquitetura Barr Ferree observou em 1893 que "a arquitetura americana atual não é uma questão de arte, mas de negócio. Um prédio deve pagar, ou não haverá investidor pronto com o dinheiro para cobrir seu custo. Esta é, ao mesmo tempo, a maldição e a glória da arquitetura americana." George Hill ecoou o tema, condenando características desnecessárias com base no fato de que "cada metro cúbico que é usado para propósitos puramente ornamentais além do necessário para expressar seu uso e para harmonizá-lo com outros de sua classe, é um desperdício".
Na década de 1890, os arquitetos de Chicago estavam produzindo uma solução para esse problema, criando um novo estilo arquitetônico, muitas vezes chamado de "escola de arquitetura de Chicago". A escola incluía arquitetos como Louis Sullivan, William Le Baron Jenney e John Root, cujos projetos combinavam a teoria estética da arquitetura com o sentido comercial prático. Eles favoreciam a colocação de desenhos ricos e ornamentados do lado de fora dos arranha-céus ao nível do solo e uma ornamentação mais simples e mais simples nos níveis superiores, com fortes linhas verticais. Os telhados de seus arranha-céus formavam tipicamente um contorno e uma estrutura compreensíveis quando vistos à distância como parte do horizonte da cidade. A intenção era atrair os olhos do observador para cima, celebrando o que Sullivan denominou a natureza "elevada" do arranha-céu, mas sem desperdiçar recursos em detalhes complicados que dificilmente apelariam para um empresário ocupado. Ao mesmo tempo, os projetos mais luxuosos do piso térreo fariam com que o edifício se destacasse para os transeuntes e atraísse os negócios necessários para um prédio comercial de sucesso.

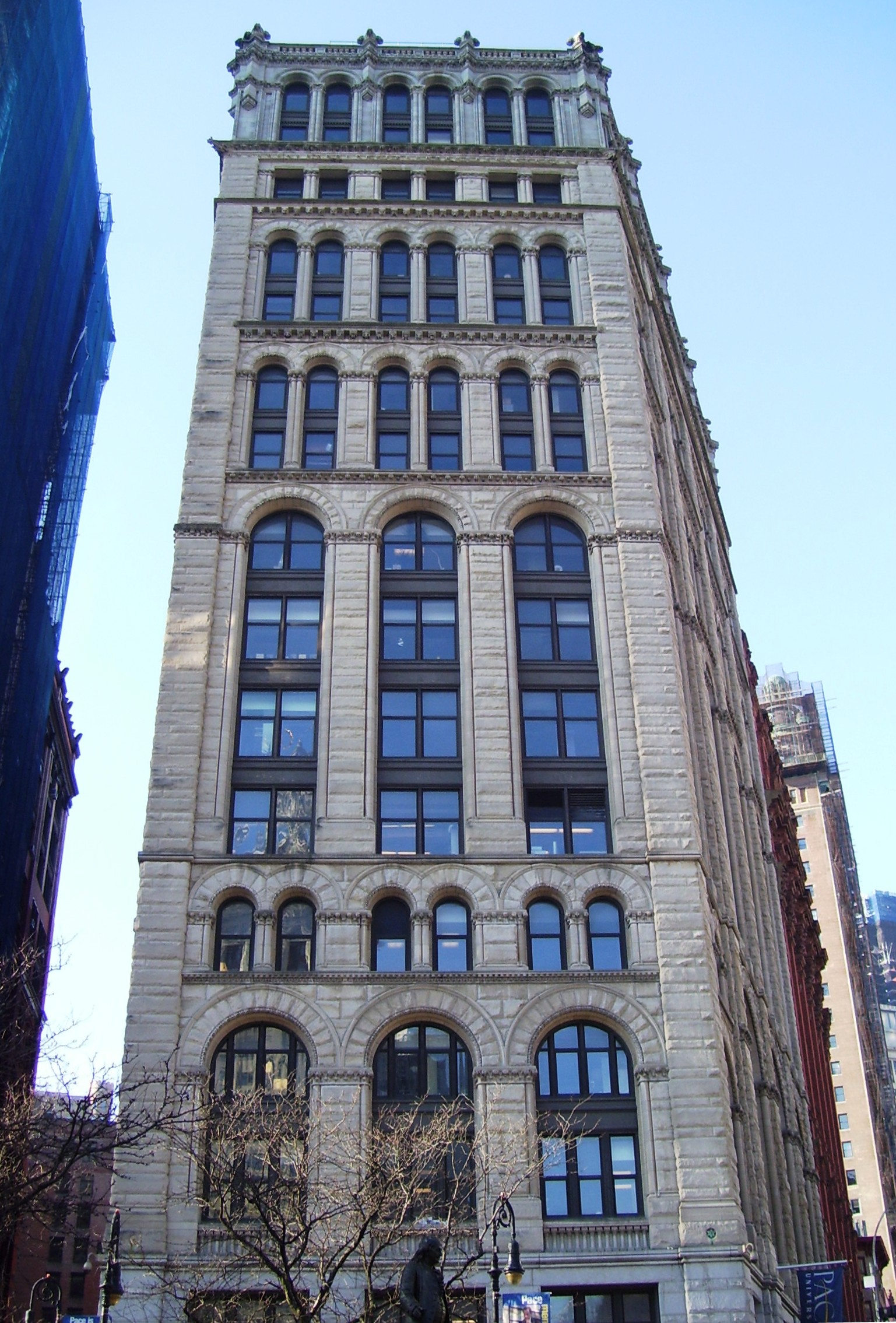
O New York Times Building em 2012, mostrando a multiplicidade de estilos diferentes em uma única fachada típica dos primeiros arranha-céus da cidade

Esta comunidade também via uma estreita colaboração entre arquitetos, engenheiros estruturais especializados e empreiteiros de construção emergentes nos novos projetos de arranha-céus. Historicamente, a indústria havia sido dominada por indivíduos e pequenas empresas que combinavam as funções de arquiteto e engenheiro, mas isso mudou em Chicago durante o período, sendo substituído por uma parceria entre arquitetos especialistas que se concentravam na aparência do arranha-céu e engenheiros especialistas. que se concentravam nas estruturas que permitiram a sua construção. As firmas de arquitetura de Chicago tornaram-se grandes, hierárquicas e com numerosos funcionários especializados; a DH Burnham &amp; Company, por exemplo, parecia uma pequena fábrica para os visitantes e, finalmente, expandiu-se para empregar 180 funcionários.
A escola de Chicago resultante produziu arranha-céus grandes e sólidos, construídos com uma aparência comum e a uma altura comum. O resultado geralmente era um palazzo em forma de caixa, iluminado com um grande átrio, idealmente, se o espaço permitisse, no centro. A parte externa do edifício era comumente dividida em três partes: uma base, uma seção intermediária e a linha do teto. Este projeto tripartido foi projetado para emular colunas clássicas e refletir as funções das diferentes partes do arranha-céu. O átrio central poderia ser um simples pátio, mas muitas empresas preferiam cobrir o pátio com vidro para produzir um átrio para lojas e restaurantes. Os aluguéis para essas lojas eram até cinco ou seis vezes maiores do que os de escritórios, e faziam uma diferença importante na renda de uma propriedade. As janelas dos arranha-céus de Chicago também eram características do estilo; eram janelas grandes e fixas, ladeadas por pequenas janelas de caixilhos de ambos os lados, que davam acesso à luz solar e ventilação adequada. Às vezes, elas se projetavam do prédio para formar uma pequena baía.
Embora o exterior dos arranha-céus de Chicago fosse relativamente simples, as entradas e os saguões eram feitos em grande estilo O Edifício Unity, por exemplo, foi inclui "mármores numidianos, alpes, verdes e sienna   ... uma tela artística de vidro e bronze.. uma sacada de mármore"ao lado de "colunas coríntias com capitéis finamente esculpidos, lustres de folha de ouro e prata e treliças prateadas" nos elevadores. O objetivo era projetar uma sensação de prosperidade e sólidas credenciais financeiras, que por sua vez atrairia inquilinos dispostos a pagar altos aluguéis. Para os inquilinos, tais ambientes eram bons para a credibilidade de seus próprios negócios e afirmavam seu próprio status social como profissionais.
Nova Iorque enfrentou desafios arquitetônicos semelhantes, mas em comparação com Chicago, os arquitetos de arranha-céus trabalharam menos de perto com engenheiros e outros especialistas e, em vez disso, mantiveram fortes antecedentes no movimento Beaux Arts e perceberam que seu papel era principalmente artístico e não uma parceria com as artes mecânicas. Suas oficinas tendem a ser menores, assemelhando-se oficinas de estilo ateliê. Engenheiros estruturais em Nova Iorque levaram mais tempo para construir um forte papel profissional ali, uma tendência refletida na baixa qualidade de engenharia de muitos dos primeiros arranha-céus da cidade. O estilo de Nova Iorque enfatizava a altura impressionante e um uso um pouco eclético de características arquitetônicas de outros períodos, criando uma aparência energética e extravagante. Torres eram comuns, fazendo o melhor uso dos lotes relativamente pequenos de Nova Iorque. Alguns arranha-céus de Nova Iorque imitaram o estilo tripartite de Chicago, mas outros dividiram seu exterior em várias camadas diferentes, cada uma com seu próprio estilo. Os proponentes argumentaram que isso reintroduziu um sentido de proporção humana para esses edifícios altos; os críticos acharam que os resultados eram confusos e deselegantes.

### Vida nos primeiros arranha-céus

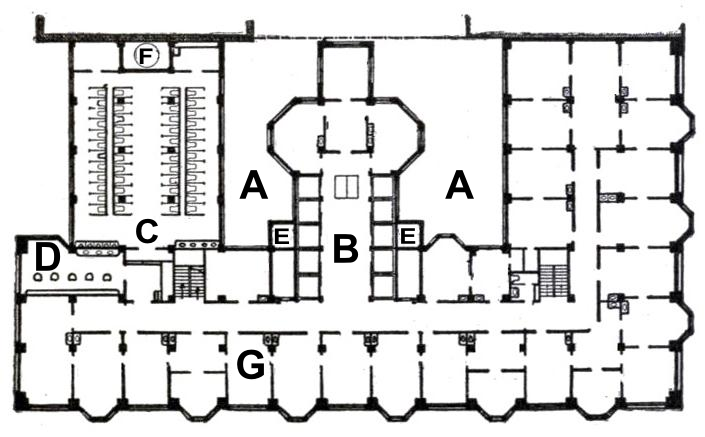
Planta de um andar típico do Chicago Stock Exchange Building, 1893; A - pátio; B - corredor; C - lavabo; D - barbearia; E - dutos de ventilação; F - aquecimento ; G - escritórios, 3,7 metros por 5,8.

Os primeiros arranha-céus eram compostos principalmente por pequenos cubículos de escritório, geralmente com apenas 3,7 metros de profundidade, que eram colocados adjacentes uns aos outros ao longo de longos corredores, seguindo um padrão inventado pela primeira vez no edifício Oriel Chambers na Inglaterra em 1864. Isso permitia que a pequena empresa média alugasse uma pequena quantidade de espaço usando um ou dois escritórios, mas oferecia a possibilidade de expansão futura, alugando outros compartimentos de escritório, se necessário, em uma data posterior. Um escritório de arranha-céus dependia da luz solar natural das janelas, mas, se necessário, era iluminado por lâmpadas de mesa elétricas. Pelos padrões da época, esses escritórios eram muito modernos, com radiadores, saídas de ar e os últimos equipamentos e acessórios, e sistemas de comunicação modernos, incluindo telefones e tubos pneumáticos, eram frequentemente instalados. Como resultado, muitas empresas optaram por sair de seus escritórios mais antigos e de baixa estatura em Chicago para ocupar os novos arranha-céus, que eram considerados mais convenientes e saudáveis.
Os primeiros arranha-céus eram ocupados principalmente por trabalhadores do sexo masculino, mas isso mudou durante a década de 1890, com funcionários do sexo feminino se tornando mais comuns. A porcentagem de trabalhadoras de escritório em Chicago, por exemplo, aumentou de 11% em 1880 para 21% em 1890, chegando a 30% em 1900. Várias preocupações morais foram levantadas sobre homens e mulheres trabalhando lado a lado em tais escritórios, que eram caracterizados como sendo espaços masculinos, cheios de fumaça de tabaco e palavrões e, portanto, inadequados para as mulheres. As novas trabalhadoras tipicamente trabalhavam como datilógrafas ou estenógrafas, usando a recém-inventada máquina de escrever, que cresceu em número nos escritórios dos Estados Unidos de 146 em 1879 para 65.000 em 1890.
Os arranha-céus forneciam uma ampla gama de serviços internos para seus inquilinos, incluindo lojas, restaurantes, barbeiros, tabacarias, quiosques, alfaiates e bibliotecas. Os arranha-céus também empregavam um número substancial de pessoal de serviço para mantê-los e apoiá-los; um prédio como o Chicago Board of Trade gastava 20 por cento de sua receita de aluguel em funcionários de serviço, empregando 41 pessoas, incluindo zeladores, operadores de elevadores, engenheiros e um eletricista. Com essa coleção de serviços e instalações, os arranha-céus do período costumavam ser chamados de cidades pequenas por direito próprio.

### Crítica e reforma em Chicago
A oposição aos arranha-céus de Chicago começou a crescer no final da década de 1880 e início da década de 1890. Mesmo antes do desenvolvimento do arranha-céu, alguns criticaram grandes edifícios em Chicago por dominarem igrejas e casas particulares, e esse sentimento se fortaleceu. Críticos reclamavam que a concentração de edifícios altos no centro da cidade estava causando enorme congestionamento, e cada novo arranha-céu também queimava carvão adicional para abastecer suas instalações, consumindo um total de mais de um milhão de toneladas por ano, deixando fumaça e ar estagnado pairando sobre Chicago. Muitos estavam preocupados com o risco de um grande incêndio irromper e se espalhar descontroladamente de prédio em prédio.
Chicago não estava sozinha em ter preocupações sobre o crescimento do arranha-céu. Em Boston, os edifícios Fiske e o Ames foram construídas no final de 1880, 56 metros e 58  metros de altura, respectivamente, mas os protestos dos ativistas cívicos locais e do setor imobiliário resultaram na aprovação de uma lei para limitar os novos edifícios a um máximo de 37 metros, efetivamente proibindo a construção de arranha-céus. As cidades de Filadélfia, Los Angeles e Washington também introduziram leis de restrição de altura para limitar a construção de arranha-céus.
O fator decisivo em favor da mudança em Chicago, no entanto, foi a desaceleração econômica no início da década de 1890, devido ao pânico financeiro de 1893. A recessão, combinada com a construção frenética dos anos anteriores, significou que Chicago de repente tinha um excedente significativo de espaço de escritório, ameaçando os níveis de ocupação e os aluguéis. Uma regulamentação foi introduzida pelo conselho da cidade para controlar o problema em 1892, com o apoio do setor imobiliário que esperava retardar a construção de mais espaço para escritórios e reforçar suas margens de lucro decrescentes. A altura dos novos edifícios foi limitada a 46 metros, com níveis mais baixos de altura em ruas mais estreitas, reduzindo efetivamente a construção de quaisquer arranha-céus mais altos.

## A "Primeira Grande Era": 1900-1919

### Boom pré-guerra
Os primeiros anos do século XX viram uma série de arranha-céus tecnicamente sofisticados e arquitetonicamente confiantes, construídos em Nova Iorque. Os acadêmicos Sarah Landau e Carl Condit chamam isso de "a primeira grande era" da construção de arranha-céus. Alguns eram prédios relativamente conservadores em estilo clássico, como os edifícios Mutual Life, Atlantic Mutual e Broad Exchange Buildings, todos projetados por Clinton e Russell . Outros abriram novos caminhos, incluindo o Flatiron Building, inaugurado em 1903 perto da Madison Square. A empresa de Chicago de Daniel Hudsdon Burnham projetou a estrutura de 21 andares e 94 metros; o prédio estreito e de formato incomum precisava de um suporte de vento particularmente forte, enquanto a fachada era ricamente texturizada e incorporava características estilísticas mais comuns em Chicago. Um sucesso crítico e popular, o Flatiron foi comparado ao Parthenon da Grécia Antiga e se tornou um ícone de Nova Iorque
A construção da Singer Tower foi anunciada pela empresa em 1906, que pretendia produzir o arranha-céu mais alto do mundo. A empresa já tinha vários prédios baixos em Nova Iorque que a torre seria incorporada e planejava alugar a metade inferior da torre para inquilinos, para subsidiar o uso da metade superior. O arranha-céu foi projetado por Ernest Flagg, um defensor da Beaux-Arts e notável crítico dos arranha-céus existentes, que justificou assumir o projeto como uma forma de gerar apoio para a reforma dos arranha-céus. O projeto era tecnicamente desafiador: a torre alta e estreita precisava de um suporte especial para o vento, e o leito rochoso profundo no local exigia fundações particularmente profundas. A torre era revestida de tijolos escuros e seguia o estilo Beaux-Arts usado pelo resto do complexo, com um vestíbulo com galerias em mármore italiano. Quando abriu em 1908, tinha 47 andares e tinha 187 metros de altura; os visitantes pagaram US$ 0,50 (US$12 de 2010) para usar a área de observação no topo do prédio.

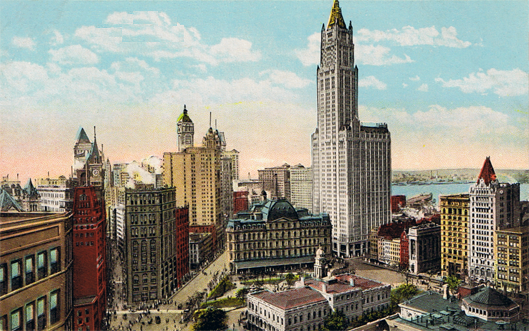
Cartão postal colorido do " Edifício Woolworth e do City Hall Park, em Nova York" por volta de 1913, quando era o prédio mais alto do mundo

A Metropolitan Life Insurance Company Tower foi inaugurada em 1909, sendo a culminação de um longo projeto de construção de N. LeBrun and Sons para manter o crescente pessoal da sede da Metropolitan Life, em torno  de 2.800 pessoas até 1909. Com 210 metros de altura e 50 andares, tornou-se o novo edifício mais alto do mundo. A Metropolitan Life pretendia que o arranha-céu promovesse a imagem da empresa e o prédio estava cercado de publicidade. A torre era capa de revistas de destaque como a Scientific American, bem como nas laterais de caixas de flocos de milho, pacotes de café e carros. A torre foi vagamente modelada no Campanário de São Marcos e foi apresentada detalhes no estilo do início da Renascença, com adições mais modernas de enormes mostradores de relógio, holofotes elétricos para iluminação noturna e uma plataforma de observação no topo. Os arquitetos Everett Waid e Harvey Corbett descreveram como o prédio tinha "as mais recentes idéias em ventilação, ar condicionado, amortecimento de som, iluminação artificial, tubos pneumáticos intercomunicantes, telefones, campainhas, sistemas de relógios de unidades operacionais e instalações especiais de elevadores e escadas rolantes". O projeto ganhou aclamação da crítica dentro da profissão de arquitetura americana.
A construção do Woolworth Building foi anunciada em 1910 por Frank Woolworth, que queria criar a maior propriedade produtora de renda nos Estados Unidos. O projeto cresceu, e Woolworth finalmente optou por um empreendimento de 55 andares, com 240 metros, sendo o último edifício mais alto do mundo, com um custo de US$ 13,5 milhões (US$ 5,1 bilhões de 2010). Os projetos do arquiteto Cass Gilbert incluíam uma proporção muito alta de espaço útil - e, portanto, rentável - com uma grande quantidade de luz e uma planta baixa flexível que poderia ser subdividida para diferentes locatários. Instalações modernas foram acrescentadas para incentivar uma alta classe de inquilinos, incluindo os elevadores mais rápidos do mundo, recursos de segurança e uma piscina. Gilbert adotou o estilo Beaux-Arts, usando terracota e vidro para enfatizar as linhas verticais, elegantemente ecoando a estrutura estrutural por baixo e incorporando características góticas flamboyant do século XV e XVI. Era coberta por uma torre dourada que se misturava ao céu por trás para produzir uma ilusão de altura ainda maior. O prédio era iluminado com holofotes à noite, coberto de luzes vermelhas e brancas. Foi apelidada de "Catedral do Comércio", para o desagrado de Gilbert, que tentou evitar inspirações da arquitetura eclesiástica.
Enquanto isso, a indústria de arranha-céus de Chicago também cresceu durante a década anterior à Primeira Guerra Mundial. A rede de trens elevados da cidade estava operando em 1910, permitindo que mais trabalhadores entrassem no centro. Só em 1910, 140.000 m² de novos escritórios foram abertos e, no final da década, Chicago tinha o segundo maior número de escritórios dos Estados Unidos. Agências de arquitetura de Chicago, como Daniel H. Burnham e, em seguida, Graham, Anderson, Probst &amp; White continuaram a projetar arranha-céus no estilo palazzo que havia tornado-se popular na década anterior. Chicago sediou a Exposição Mundial de 1893, um enorme evento internacional que despertou o interesse pelos temas da arquitetura clássica e das paisagens urbanas bem projetadas. Chicago também teve extensas discussões em 1909 sobre o potencial para projetar grandes partes da cidade, o Plano Burnham de Chicago.
Os arranha-céus resultantes refletiram esses debates: os prédios da Bolsa Ferroviária, do Gás do Povo e do Banco Continental e Comercial de Illinois eram cubos palazzo de largura comum, altura comum, com fachadas divididas em um design tripartite clássico, ostentando colunas clássicas e outras características. Apesar da aparente uniformidade do design, os edifícios individuais variaram consideravelmente nos detalhes de seus projetos, em um esforço para expressar suas identidades particulares, o Edifício do Povo com textura e a terracota branca do Edifício da Bolsa do Ferro, por exemplo.

### Melhorias na construção

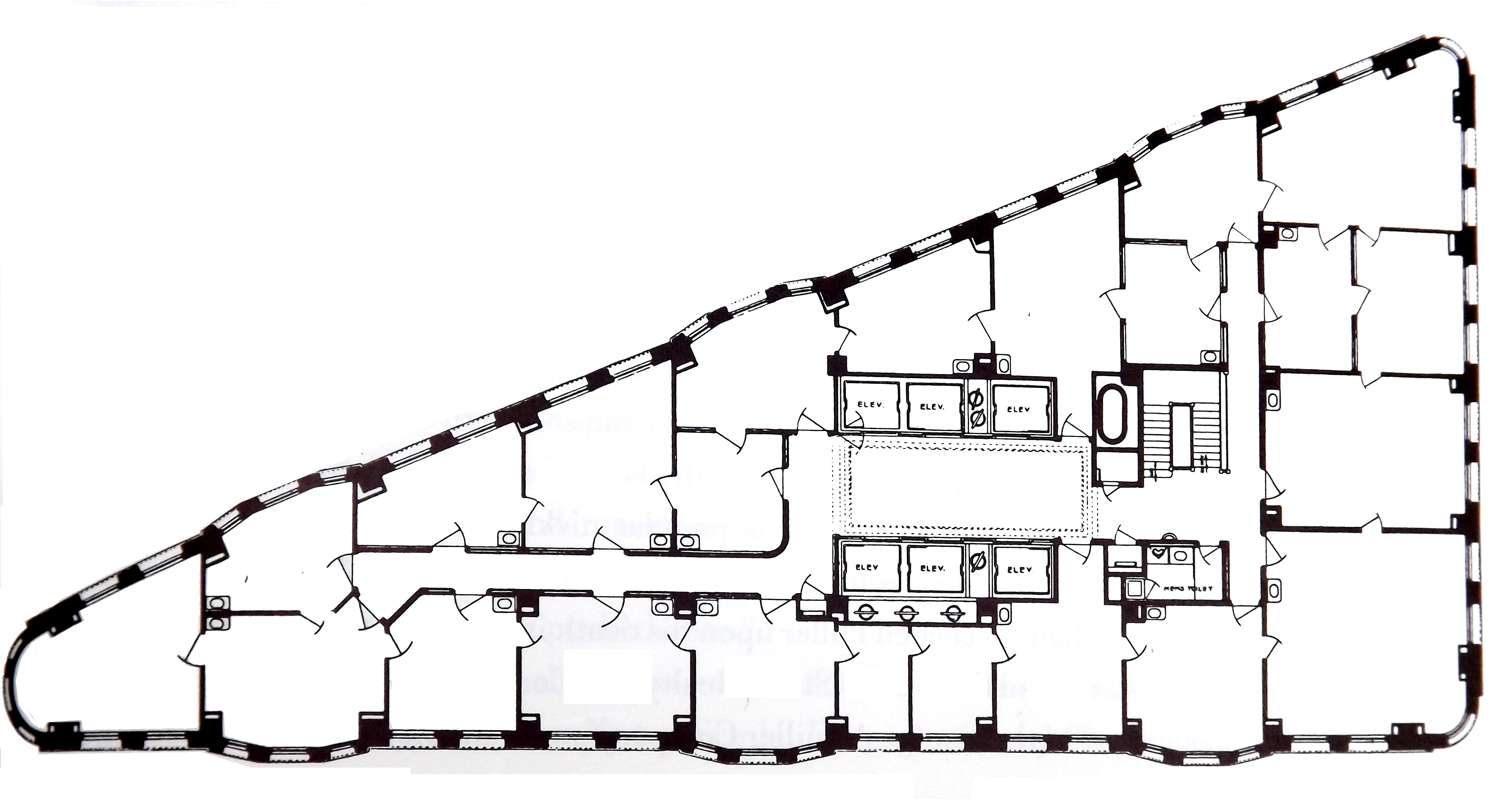
Planta típica do edifício Flatiron

O processo de construção de arranha-céus tornou-se mais sofisticado, começando com a aquisição dos imóveis necessários para o local. Os corretores trabalhando em comissão secretamente adquiririam os lotes individuais de terra necessários para um projeto, operando sob uma variedade de nomes para evitar o aumento de preço uma vez que uma construção planejada se tornasse conhecida. As propriedades na frente do terreno normalmente seriam compradas primeiro, por isso, se surgissem notícias do arranha-céu, os donos da propriedade no final do terreno teriam pouca escolha a não ser vender de qualquer maneira. O financiamento para o desenvolvimento de arranha-céus era normalmente emprestado por bancos, seguradoras ou levantado através de títulos vendidos através de uma casa de bônus especializada, com o último se tornando cada vez mais popular após a Primeira Guerra Mundial.
Foram feitos esforços para melhorar os processos de construção de arranha-céus, em grande parte por meio do trabalho de empreiteiros gerais, como Louis Horowitz e Frank Gilbreth, que, por sua vez, recorreram a trabalhos recentes do especialista em eficiência Frederick Taylor. Os cronogramas eram planejados para todo o trabalho a ser realizado, com os custos cuidadosamente monitorados e os relatórios produzidos a cada dia. Os resultados foram demonstrados no projeto de construção do Edifício Woolworth, onde 1.530.000 toneladas de aço foram montadas em apenas seis dias, um recorde para o período. Técnicas aprimoradas de resistência ao vento foram introduzidas. O uso de tubulões pneumáticos na fundações de arranha-céus ficou mais avançado; na construção do edifício municipal de Manhattan de 1908 , eles foram afundados 44 metros abaixo da superfície, com trabalhadores especialmente treinados operando em turnos com suporte médico constante.
Novas tecnologias também foram introduzidas nos edifícios. Os elevadores rápidos da Otis, movidos a eletricidade, e não a sistemas hidráulicos movidos a vapor, começaram a ser instalados em arranha-céus, com as almofadas de ar de segurança da Ellithorpe protegendo os passageiros em caso de falha. A iluminação melhorou, com os níveis recomendados em 1916 sendo em torno de duas vezes o nível da década de 1890. No entanto, os arranha-céus ainda dependiam principalmente da luz solar natural, que exigia a instalação de grandes janelas e tetos altos para permitir que a luz do sol penetrasse na parte de trás dos escritórios; um escritório com mais de 8,5 metros de profundidade não era considerado um desenho prático.

### A vida nos arranha-céus

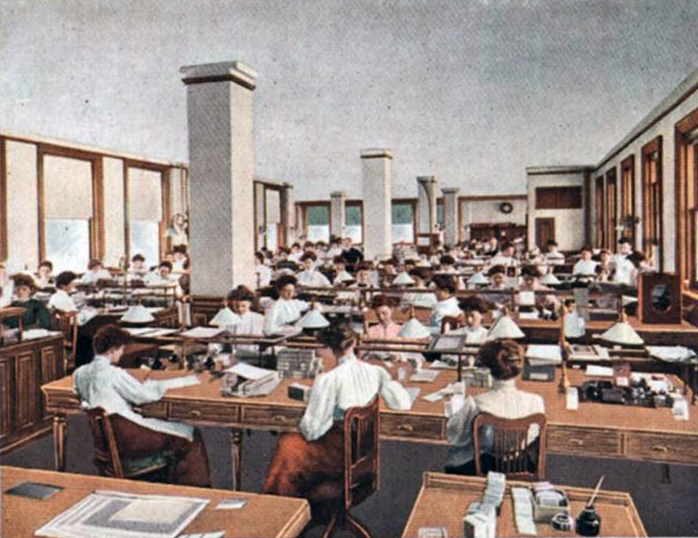
Condições de trabalho na torre Metropolitan Life Insurance Company, 1910

Uma das razões para o aumento do número de arranha-céus no período foi o crescimento da demanda por trabalhadores de escritório. Em parte, essa demanda foi impulsionada por muitas empresas americanas se tornando maiores e mais complexas, e os setores de colarinho branco, como seguros e bancos, cresceram em escala. Também foi impulsionado pela mudança de tecnologia. A máquina de escrever se uniu no escritório com a máquina de somar, o telefone e os arquivos, o que aumentava a demanda por escritórios e exigia trabalhadores cada vez mais especializados.
Inquilinos eram essenciais para o sucesso financeiro de qualquer arranha-céu, pois até mesmo os maiores arranha-céus e aqueles fundados por empresas proeminentes alugavam grande parte de seu espaço de escritórios. Os proprietários poderiam cobrar significativamente mais espaço de escritório perto das janelas principais, tornando mais eficiente a construção de arranha-céus com o máximo de espaço de escritório possível, mesmo que isso custasse um pouco mais para ser construído. Como resultado, surgiu um padrão para unidades de escritório em Nova York e Chicago, com um único escritório retangular contíguo a uma parede externa ou um desenho em forma de "T", com uma sala de recepção dando lugar a dois escritórios em janela, separados por divisórias de vidro. Os arranha-céus costumavam ter um grande número de empresas relativamente pequenas como seus inquilinos. Um arranha-céu como o Woolworth Tower tinha cerca de 600 inquilinos diferentes em 1913, por exemplo, já que um inquilino típico podia alugar quatro ou cinco unidades de escritórios em um arranha-céu.

### Críticas

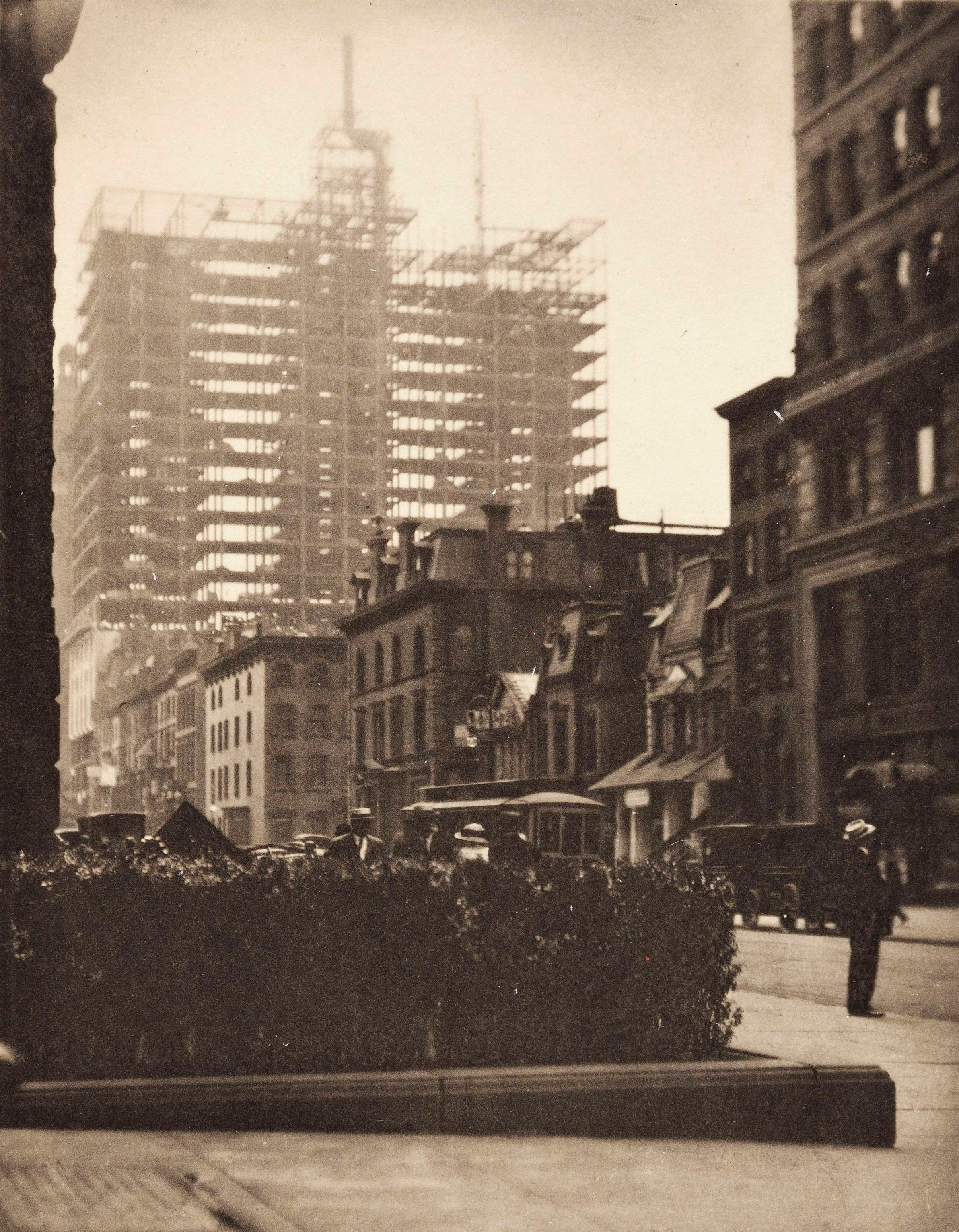
O trabalho de Alfred Stieglitz em 1910, Old and New New York, mostrando o Hotel Vanderbilt em construção

Arranha-céus, particularmente aqueles em Nova Iorque, atraíram comentários consideráveis, muitos deles negativos. Em seu retorno a Nova Iorque, o escritor Henry James condenou os edifícios em The American Scene simplesmente como "gigantes do mercado", "monstros mercenários" condenados a serem demolidos, à medida que outras construções, ainda maiores, tomassem seu lugar. Em Chicago, a combinação da poluição ambiental e arranha-céus significava que, como Charles Warner reclamou, "dificilmente se pode enxergar pelas ruas em um dia úmido, e os imensos prédios surgem no céu negro em uma escuridão fantasmagórica".
Sentimentos artísticos mais amplos variaram. Muitos, como Alfred Stieglitz, nutriam sentimentos mistos sobre os arranha-céus de Nova York, refletidos em seu famoso retrato de 1903 do prédio Flatiron, e sua obra de 1910, Old and New New York, que contrasta com a crescente estrutura de aço do emergente Vanderbilt Hotel com os antigos prédios pequenos rua abaixo. Poetas também escreveram sobre as questões, o primeiro modernista Sadakichi Hartmann descreveu como "da agitação da cidade e do rugido furioso" a "forma monstruosa do Flatiron sobe em voo maciço"  Artistas como Alvin Coburn e John Marin experimentaram produzir retratos dos arranha-céus de Nova Iorque, capturando os aspectos positivos e negativos das estruturas modernas. Em 1908, o artista Harry Pettit produziu uma interpretação romântica de uma futura cidade de Nova Iorque, repleta de gigantescos arranha-céus sustentando pontes aéreas e recebendo dirigíveis de todo o mundo.
Entre a comunidade arquitetônica, a Exposição em Chicago inspirou muitos na América a patrocinar cidades planejadas que tinham um projeto unificado, em que cada prédio tinha características únicas, mas elegantemente complementava seus vizinhos, tipicamente sendo construído em uma altura comum: "unidade visual horizontal". No rescaldo da exposição, muitos desses defensores juntaram-se ao movimento Beaux-Arts para formar o movimento City Beautiful, propondo cidades baixas com largas avenidas, construídas em estilo clássico. Esses críticos condenavam os arranha-céus de Nova Iorque. Montgomery Schuyler, descreveu como eles haviam produzido uma "serra horrivelmente irregular" no horizonte da cidade e queixando-se de que nenhum arranha-céu moderno se revelou um sucesso arquitetônico. Charles Lamb argumentou que o arranha-céu interferiu nos direitos do resto da cidade ao destruir a aparência coletiva de uma área urbana. Alguns arquitetos, como Charles McKim e Stanford White, se recusabam a trabalhar em projetos desse tipo.

### Reforma em Nova York
A sociedade nova iorquina se mobilizou por uma legislação que evitasse o crescimento de arranha-céus, citando o seu efeito sobre a paisagem da cidade, mas essas tentativas enfrentaram obstáculos legais. A Constituição dos Estados Unidos não autoriza o governo local a impedir os prédios apenas com base na estética, e qualquer lei desse tipo em Nova Iorque provavelmente enfrentaria um desafio judicial.
Outros argumentaram que a reforma legal da construção de arranha-céus era necessária por razões de saúde pública e segurança, uma área em que a lei dos Estados Unidos normalmente apoiava mais a intervenção do Estado. O risco de incêndio era uma preocupação; enquanto os arranha-céus podem ser relativamente à prova de fogo, sua altura dificulta o combate a incêndio convencional. O arquiteto Charles Bragdon considerava que um incêndio em grande escala e devastador seria inevitável se a regulamentação não fosse promulgada. O incêndio de Baltimore de 1904 foi amplamente citado como um exemplo desse risco e, embora Baltimore tivesse poucos prédios altos, os advogados da cidade argumentaram que os prédios mais altos haviam feito as chamas se espalharem pela cidade durante o incêndio. Baltimore subsequentemente aprovou uma lei em 1904, banindo prédios com mais de 21 metros. Outros ativistas argumentaram que os arranha-céus estavam comprometendo o acesso à luz e ao ar, notando que quando os prédios altos subiam diretamente da calçada, eles projetavam longas sombras na rua, impedindo que a luz do sol atingisse prédios menores abaixo.

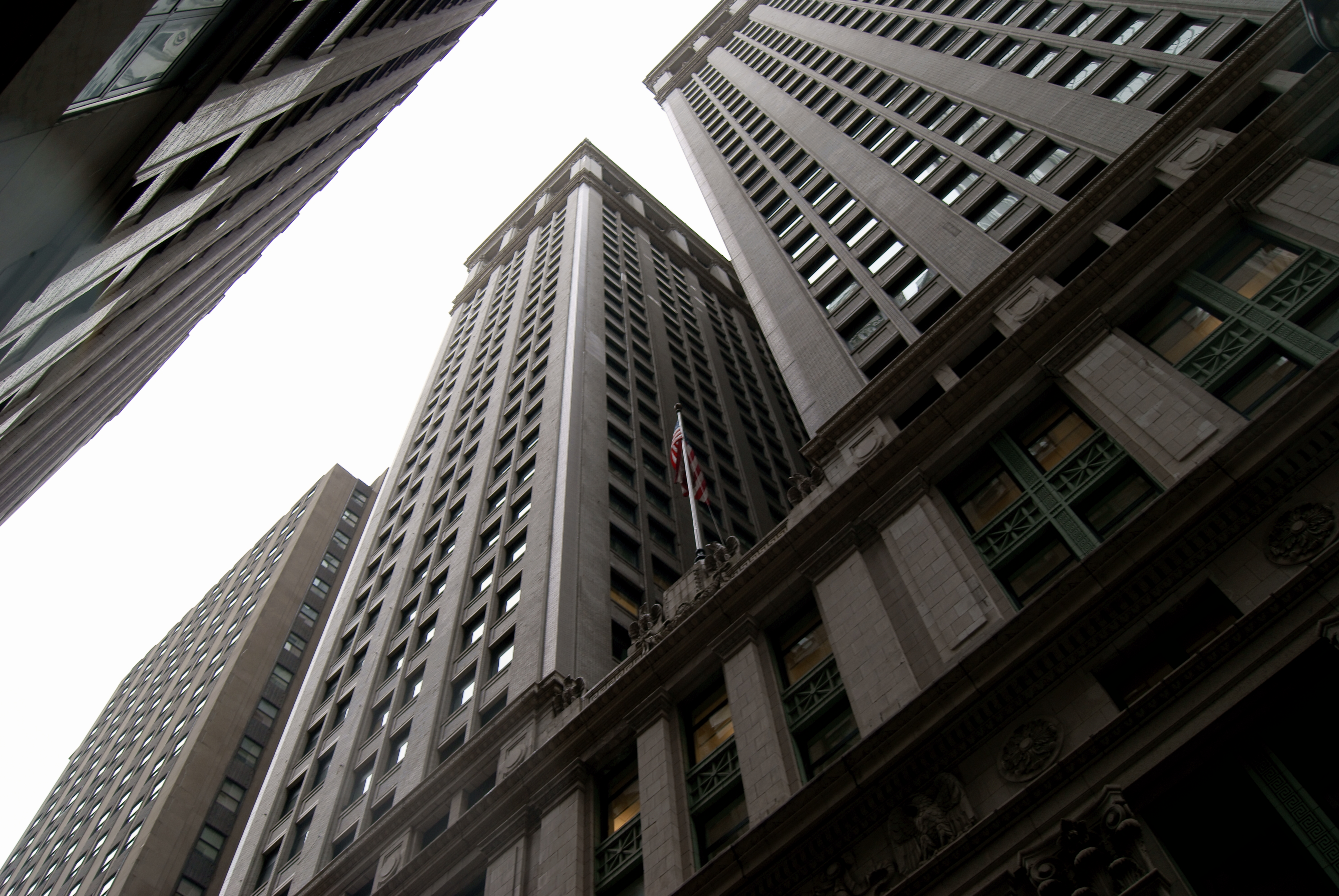
The Equitable Building, em 2011, mostrando o efeito dos arranha-céus pré-zoneamento quando vistos da calçada

As primeiras tentativas de Ernest Flagg de limitar a altura dos arranha-céus de Nova Iorque em 1896 falharam; outras tentativas frustradas ocorreram entre 1906 e 1908, e a legislação foi recusada novamente em 1909, em parte devido à pressão do setor imobiliário. Depois de 1913, no entanto, o mercado imobiliário em Nova Iorque entrou em recessão, e os níveis de vacância nos edifícios começaram a subir. A campanha pela mudança foi ajudada pela construção do Equitable Building em 1915, com um custo estimado de US$ 29 milhões (US$ 10,9 bilhões em 2010), que rapidamente se tornou infame, pois sua grande altura e construção em bloco obstruíam os vizinhos em sombra permanente. O setor imobiliário finalmente cessou suas objeções à nova legislação, e a Resolução de Zoneamento de 1916 foi aprovada.
Os detalhes da legislação foram em grande parte o trabalho do arquiteto George Ford. Ford tinha simpatias com o movimento City Beautiful, não gostando das formas básicas de muitos arranha-céus de Nova Iorque, e tinha preocupações com a saúde pública urbana, mas também achava prédios altos empolgantes e acreditava que a unidade visual horizontal produziria arquitetura chata. Como conseqüência da influência de Ford, as leis de Nova Iorque eram relativamente complexas e dividiam a cidade em diferentes zonas; em cada zona, aplicava-se um código de zoneamento específico, controlando a altura em que os edifícios poderiam ser construídos. Normalmente, um edifício só podia subir verticalmente da calçada por cerca de 30 metros, após o qual o edifício deveria recuar em um ângulo definido para permitir que a luz do sol alcançasse a rua abaixo. Em um quarto do terreno, no entanto, o proprietário poderia construir o mais alto que quisesse, sem quaisquer outras restrições.

## Período entre guerras, boom e depressão: 1920-1939

### Boom do pós-guerra

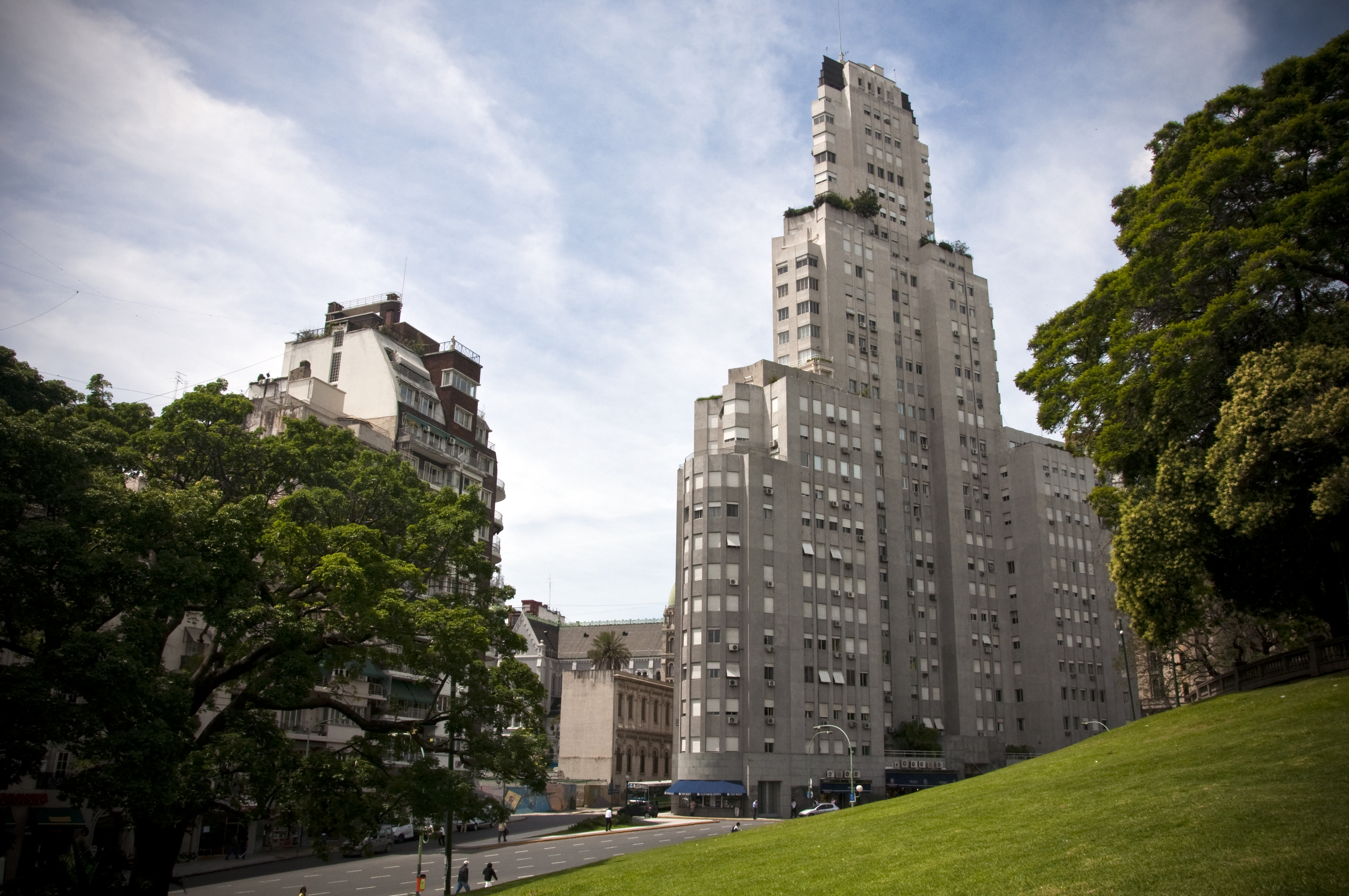
O Edifício Kavanagh, Buenos Aires, em 2009

Um boom imobiliário ocorreu nos Estados Unidos após o fim da Primeira Guerra Mundial, com um aumento especial na construção de novos arranha-céus entre 1925 e 1931. Em Nova Iorque, um quarto do distrito financeiro foi reconstruído entre 1928 e 1931, com 1.600.000 metros quadrados do novo espaço de escritório adicionado entre 1925 e 1929. Em Chicago, a construção limitada em tempo de guerra criou escassez de oferta, e os aluguéis subiram cerca de 100% entre 1919 e 1924. Este nível de lucros potenciais incentivou uma explosão de novos projetos de construção na cidade. O boom inflacionou os preços no mercado imobiliário, levando a financiamento especulativo e projetos de construção, incluindo a introdução de 100% de hipotecas para novas construções. Uma edição inicial da revista Fortune comentou ironicamente que "tudo o que um homem precisa possuir um arranha-céu é o dinheiro e a terra. E ele pode ser capaz de se dar bem sem o dinheiro." 

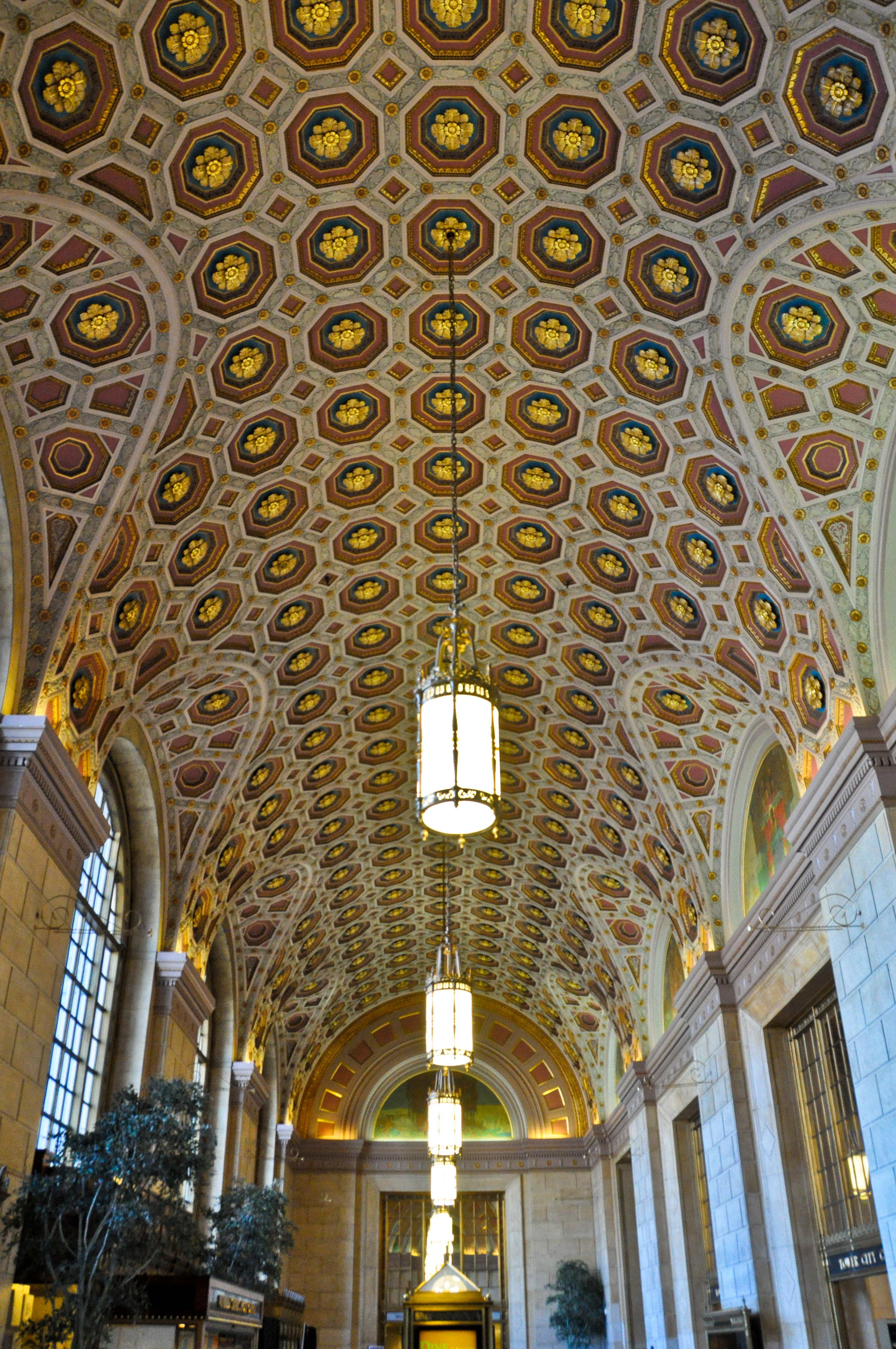
Entrada principal para a Terminal Tower de Cleveland em 2012

Os arranha-céus continuaram a crescer em altura ao longo dos anos 20. Em parte, isso foi resultado de melhorias na tecnologia: as estruturas de estrutura de aço se tornaram cada vez mais eficientes, enquanto melhorias no projeto de elevadores tornaram os edifícios mais altos mais fáceis de ascender. Os fatores comerciais também estavam atuando, à medida que a demanda comercial crescente elevava os aluguéis, permitindo projetos mais altos, enquanto os escritórios mais altos atraíam mais luz solar, permitindo a cobrança de aluguéis premium. Os prédios mais altos também poderiam adquirir publicidade para seus proprietários, tornando mais fácil encontrar e manter os melhores inquilinos. Além disso, quanto maior o custo do imóvel subjacente, mais alto o prédio precisava ser para gerar um retorno adequado do investimento, e a altura comercial mínima e sensata para um projeto de arranha-céu cresceu para entre 40 e 45 andares. Arranha-céus de 70 andares tornaram-se relativamente comuns, embora um influente estudo de 1930 tenha demonstrado que a melhor taxa de retorno de um arranha-céu era de 63 andares, retornando um lucro anual de 10,25%.
Os arranha-céus continuaram a se espalhar pelos Estados Unidos e internacionalmente. Nova Iorque e Chicago continuaram sendo o centro do desenvolvimento dos arranha-céus, mas a maioria das grandes cidades dos Estados Unidos construiu arranha-céus em 1929, frequentemente como resultado da competição entre cidades rivais por status e investimento. Cincinnati construiu as torres de Cincinnati em 1914, seguidas pelo complexo da torre de Carew em 1930. Em Detroit, o Edifício General Motors foi inaugurado em 1920 e o Edifício Fisher em 1928. Cleveland adquiriu o Union Trust Building em 1923 e a Terminal Tower em 1929; esta última, construído pelos irmãos Van Sweringen, foi, por um curto período, o segundo edifício mais alto do mundo. Seattle construiu a Smith Tower em 1914, e o governo local de Los Angeles concedeu-se uma isenção das restrições de planejamento da cidade, a fim de construir a Prefeitura de Los Angeles em 1928. Também em 1928, a Industrial Trust Tower foi construída em Providence.
Arranha-céus também foram construídos em outros países desenvolvidos, embora não cheguem perto do nível de construção visto nos Estados Unidos. Isso foi parcialmente o resultado de uma falta de financiamento, mas também por causa das preferências arquitetônicas locais. Cidades europeias, incluindo Londres e Paris, tinham leis para proibir edifícios altos, mas em outros lugares começaram a aparecer arranha-céus, incluindo o Banco Imperial do Comércio de Toronto, o Boerentoren, em Antuérpia, e o Edifício Kavanagh, em Buenos Aires. Muitos outros arranha-céus europeus foram propostos em um frenesi de planejamento animado, embora poucos se materializassem. A União Soviética começou a construção dos Palácio dos Sovietes no final dos anos 1930, no estilo do classicismo socialista, que se tornaria o edifício mais alto do mundo com 420 metros, mas a guerra interveio e o arranha-céu nunca foi concluído. Nos anos do pós-guerra, esse estilo resultou nos monumentais edifícios das Sete Irmãs de Moscou.
A tecnologia usada na construção de arranha-céus continuou a se desenvolver. O tempo foi cada vez mais um fator nos projetos, e os arquitetos e suas equipes de especialistas desenvolveram maneiras mais rápidas de projetar e construir os edifícios para minimizar os pagamentos de juros durante a construção e acelerar a chegada da renda de aluguel. Em 1930, arranha-céus eram erguidos em apenas 12 meses por equipes de trabalhadores, totalizando 5.000 homens, com quatro andares sendo montados em uma semana típica. A construção de torres de arranha-céus envolvia alguma adaptação de técnicas de engenharia, já que efetivamente dois prédios diferentes estavam sendo projetados - a base e a torre - que precisavam ser eficientemente interligados usando elevadores e outras instalações de serviços. A maioria dos novos escritórios se estabeleceu em torno de um tamanho padrão, 2,7 metros de largura por 6 a 9 metros de profundidade, dependendo da altura do teto, com múltiplas janelas pequenas consideradas melhores que poucas janelas maiores. A produção de iluminação elétrica continuou a melhorar, embora isso tenha começado a emitir calor excessivo nos escritórios. Ar condicionado foi instalado pela primeira vez em alguns arranha-céus durante a década de 1930.

### Arranha-céusart décoe o estilo escalonado de Nova Iorque

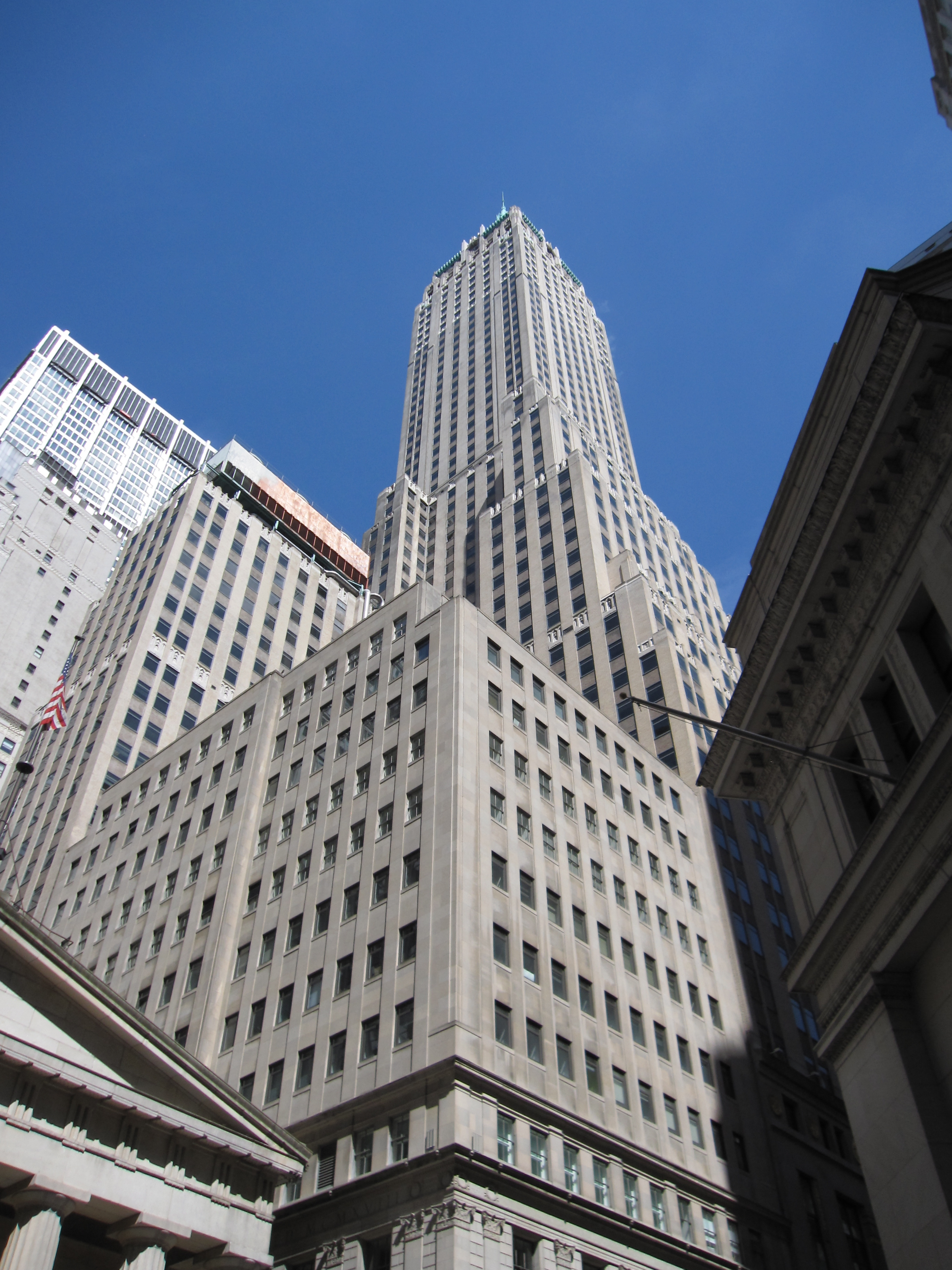
O Bank of Manhattan Trust Building em 2010, mostrando o estilo escalonado

Durante as décadas de 1920 e 1930, muitos arranha-céus foram projetados em estilo Art Déco. Esta abordagem arquitetônica tipicamente combina o que Carol Willis chama de "estética da massa escultórica simples" com o uso de cores ricas e ornamentação nas superfícies dos edifícios. O objetivo era chamar a atenção para a forma tridimensional cada vez mais complexa do arranha-céu, em contraste com os estilos anteriores que poderiam ser criticados, como o historiador Larry Ford sugere, como meramente "pequenos prédios deixados mais altos com andares adicionais". As janelas foram des-enfatizadas em favor da criação de um forte senso de forma e massa, as paredes circundantes tratadas como tecido texturizado, vestindo o prédio embaixo. Arranha-céus desse período normalmente perdiam suas divisões horizontais ornamentais, sendo quebrados por mudanças físicas em sua forma quando se olhava para cima do prédio, o conjunto formando uma silhueta impressionante.
Em Nova Iorque, o ato de 1916 para permitir que a luz e o ar alcancem as ruas encorajou uma abordagem escalonada ou em zigurate do projeto dos arranha-céus; esse estilo muitas vezes fazia uso irrestrito dos 25% do site permitido por lei para completar com uma torre muito alta. Isso incentivou que diversos edifícios mantivessem um elemento de harmonia e consistência de estilo. O Edifício Paramount e o 120 Wall Street, por exemplo, foram construídos no estilo sem torres, em parte porque o tamanho limitado dos locais tornaria as torres relativamente estreitas e - quando carregadas com os elevadores e instalações de serviço necessárias - economicamente inviáveis. Muitos outros arranha-céus construídos em lotes maiores ou mais caros optaram pelas torres mais altas possíveis, incluindo o Bank of Manhattan Trust Building de US$ 24 milhões (US$ 3,8 bilhões em 2010) e o City Bank-Farmers Trust Company Building  Nova Iorque continuou liderando em arranha-céus altos durante todo esse período; em 1920, a cidade tinha dez vezes o número de prédios altos do que seu rival mais próximo, Chicago.
Alguns arranha-céus de Nova Iorque  complementavam os escritórios cubiculares tradicionais ligados por corredores, com espaços maiores e mais abertos chamados de "escritórios gerais". Estes maximizaram o número de trabalhadores que poderiam ser instalados em um determinado espaço e proporcionavam maior flexibilidade. Suites corporativas caras também foram criadas durante a década de 1930, especialmente em Wall Street, tipicamente nos níveis mais altos dos edifícios. Estes eram usados pelos executivos das empresas e geralmente eram luxuosamente equipados em uma variedade de estilos tradicionais e exóticos. Os saguões desses arranha-céus continuaram grandiosos, embora alguns bancos agora evitassem alugar espaço para lojas e restaurantes em favor de uma atmosfera mais exclusiva. Os maiores arranha-céus possuíam até 16.000 trabalhadores, embora entre 5.000 e 10.000 fossem mais comuns, e os prédios possuíam uma ampla gama de serviços para apoiá-los, incluindo salões de beleza, clubes de almoço privados, quiropodistas e ginásios. Um arranha-céu como o Cities Service Building empregava diretamente mais de 200 funcionários para gerenciar e proteger a propriedade. A tecnologia dentro dos escritórios também se tornou ainda mais sofisticada, com ditafones e tabuladoras sendo usadas por equipes de funcionários de escritório cada vez mais especializados. 

### Torres de Chicago

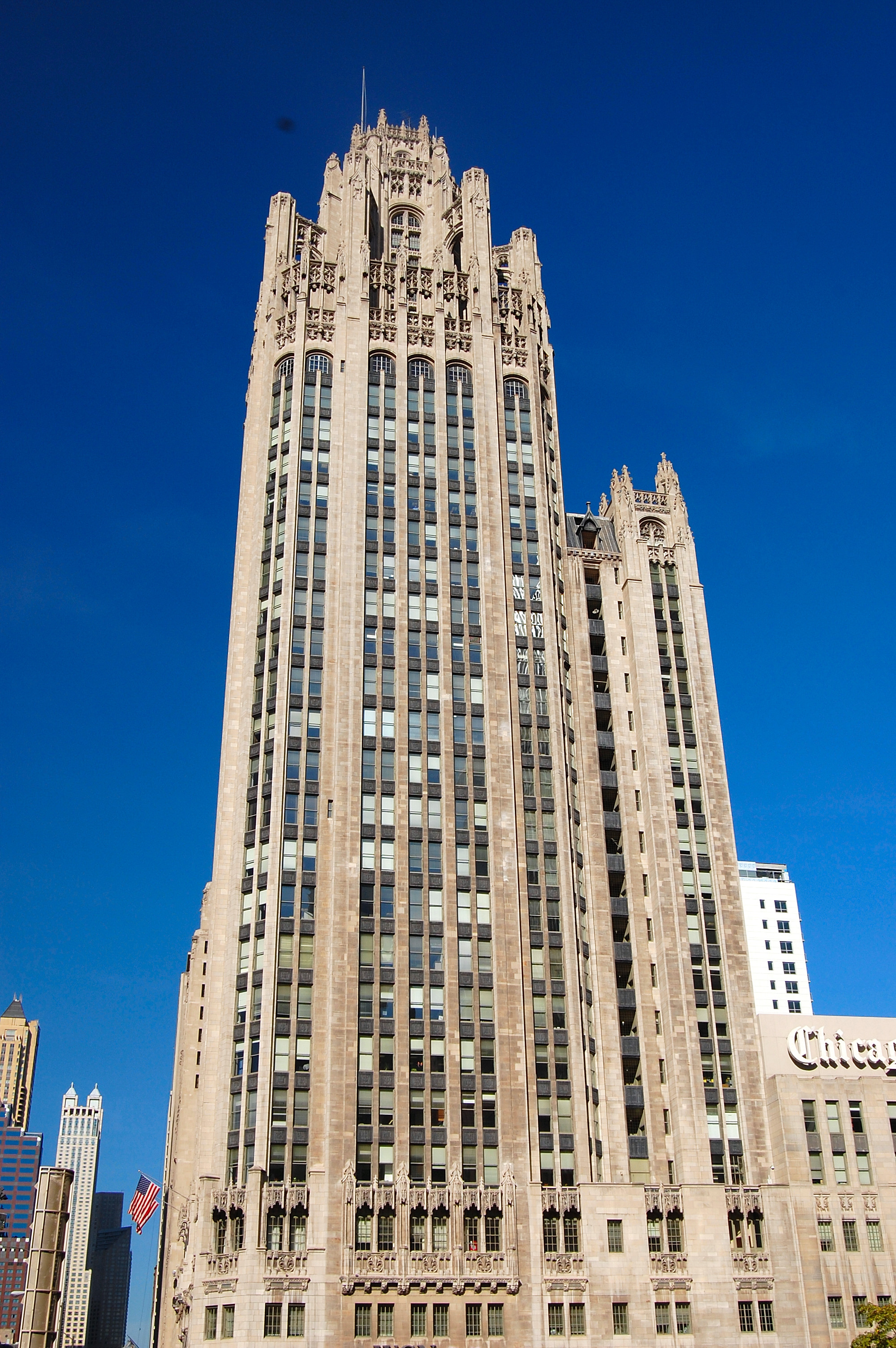
A Tribune Tower foi um dos edifícios mais famosos da década de 1920.

Chicago alterou suas leis na década de 1920 para permitir que as torres fossem construídas como parte de seus arranha-céus. Em 1920, a altura máxima de construção em Chicago foi aumentada para 79 metros, e estruturas desocupadas em um prédio, como torres ornamentais, foram autorizadas a se estender até 120 metros. Mudanças adicionais vieram em 1923, com torres ocupadas mais altas sendo permitidas pela primeira vez, mas sujeitas a controles nos volumes totais. O edifício principal de um arranha-céu poderia ter até 80 metros, e uma torre poderia ser construída em até 25% do lote, mas a torre não poderia ter um volume de mais de um sexto do bloco principal. Na prática, isso significava que uma torre não poderia ser construída com mais de 20 andares em um típico arranha-céu de Chicago.
Inicialmente, Chicago ainda preferia prédios de estilo palazzo, com grandes quadras de luz no centro, porque continuavam sendo os projetos mais lucrativos. O Wrigley Building, construído sob a lei de 1920, demonstrou o efeito de duas torres ornamentais em cima de um arranha-céu. Sob a lei revisada, o Edifício Straus e o Edifício Pittsfield adotaram o projeto palazzo e acrescentaram torres um pouco atreladas no início da década de 1920, produzindo prédios lucrativos.
Um dos edifícios mais famosos do período, o Tribune Tower, surgiu de uma competição realizada pela Tribune Company em 1922 para celebrar seu 75º aniversário. O jornal foi um dos maiores do mundo e usou a competição, na qual membros do público foram convidados a influenciar o projetos do arranha-céu, para construir um público fiel entre seus leitores e gerar publicidade gratuita. O projeto final foi determinado por um painel de competição formado principalmente pelos nomeados pela empresa, que escolheram John Howells e o projeto da torre de Raymond Hood. A torre resultante foi um projeto conservador e gótico, e a controvérsia sobre a decisão surgiu quase que imediatamente: Louis Sullivan e muitos outros criticaram Howells e o design de Hood como sendo derivativo da Woolworth Tower. Independentemente de seus críticos, o Tribune recebia até 20.000 visitantes em sua galeria de observação quando foi inaugurado em 1925. O segundo lugar na competição, um projeto escalonado de Eliel Saarinen, também provou ser altamente influente.
A popularidade do estilo mais antigo começou então a diminuir em favor de uma maior ênfase nas torres. Uma maneira comum de construí-los dentro das leis de Chicago era construir um bloco principal quadrado com um núcleo de serviço central e depois simplesmente colocar uma torre no topo; quanto mais massivo o bloco principal, mais alta a torre poderia ser. O Building Service Building e o National Bank Building do Foreman State formam bons exemplos dessa abordagem. Alternativamente, a parte da frente do bloco principal pode ser rebaixada, como no Chicago Civic Opera Building ou no LaSalle-Wacker Building, sacrificando o volume, mas produzindo o efeito visual de duas alas altas ladeando uma torre muito alta. O estilo distintivo escalonado de de Nova Iorque não foi adotado em Chicago, o único exemplo desse estilo é o Edifício Palmolive, na North Michigan Avenue.

### Grande Depressão

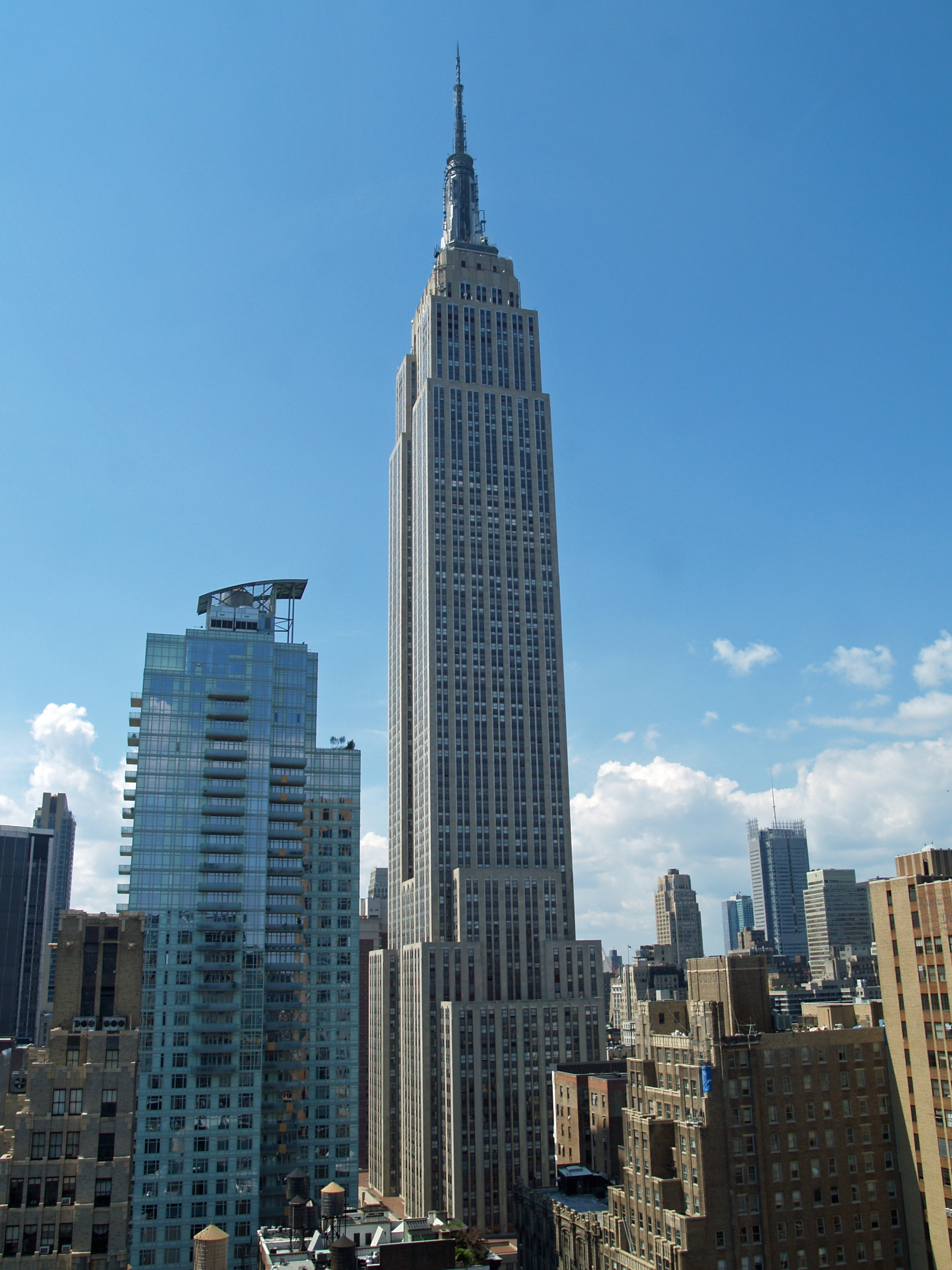
O Empire State Building em 2007

O boom na construção de arranha-céus começou a acabar após o crash de Wall Street em 1929, com o rápido crescimento econômico dando lugar aos anos de recessão da Grande Depressão: a construção de todos os tipos de edifícios desacelerou consideravelmente. O mercado imobiliário que estava por trás da construção de novos arranha-céus entrou em colapso e o valor de muitas propriedades caiu drasticamente: a torre da American Insurance Union custou US$ 8 milhões (US$ 1,2 bilhão em 2010) para ser construída em 1927, mas foi avaliada em apenas US$ 3,5 milhões milhões (US$ 900 milhões) até 1933; o Bank of Manhattan Trust Building deixou de pagar suas dívidas em 1935 e foi colocado à venda por apenas US$ 1,2 milhão (US$ 240 milhões). A principal casa de títulos da SW Straus, por trás de muitos desenvolvimentos bem-sucedidos, ficou inadimplente com US$ 214 milhões (US$ 47 bilhões) em títulos detidos por 60.000 investidores; os irmãos de desenvolvimento de Van Swerigan foram à falência. As taxas de vacância começaram a aumentar com a recessão, aumentando de apenas 1% no centro de Nova Iorque no início de 1920 para 17% em 1931 e 25% em 1934.
Diante da recessão, alguns projetos de arranha-céus foram cancelados ou reduzidos. Planos da companhia Metropolitan Life para construir um arranha-céu de 100 andares ao lado de sua torre existente foram apresentados em 1929, mas foram arquivados em face da recessão e das críticas públicas a tais gastos no clima econômico. Em vez disso, a primeira fase do projeto, conhecida como North Building, chegou a apenas 32 andares em 1932 e o edifício, mesmo a essa altura, só foi totalmente concluído em 1950. Em muitos outros casos, os projetos que já haviam sido comissionados continuaram até a conclusão. Isso resultou em 2.400.000 m² de novos espaços de escritórios sendo adicionados a Nova Iorque entre 1931 e 1934, mesmo após o início da recessão, aumentando o problema da sub-ocupação. Alguns desses edifícios, no entanto, tornaram-se estruturas icônicas, empurrando os limites da altura dos arranha-céus.
O Chrysler Building foi concluído em 1930, logo após a Depressão começar a afetar a indústria. O arquiteto William Van Alen concorreu com os projetistas do Bank of Manhattan Trust Building para produzir o prédio mais alto do mundo e construiu a famosa torre Chrysler em um movimento secreto de última hora para adquirir o título de edifício mais alto com 69 andares e 319 metros. O exterior foi construído de tijolo branco e cinza, mas o metal foi usado extensivamente para ornamentá-lo ainda mais, incluindo gárgulas, cabeças de águias cromadas de níquel e um capacete alado de Mercúrio. A entrada usava granito preto para contrastar com as janelas cromadas de níquel, e o vestíbulo dava lugar ao mármore vermelho e ao teto do mural. O projeto de cada parte do edifício era individualista e distinto, com até mesmo cada elevador diferente no design. Uma sala de exibições da Chrysler foi colocada no primeiro andar do edifício e uma plataforma de observação e o exclusivo "Cloud Club" nos níveis superiores.

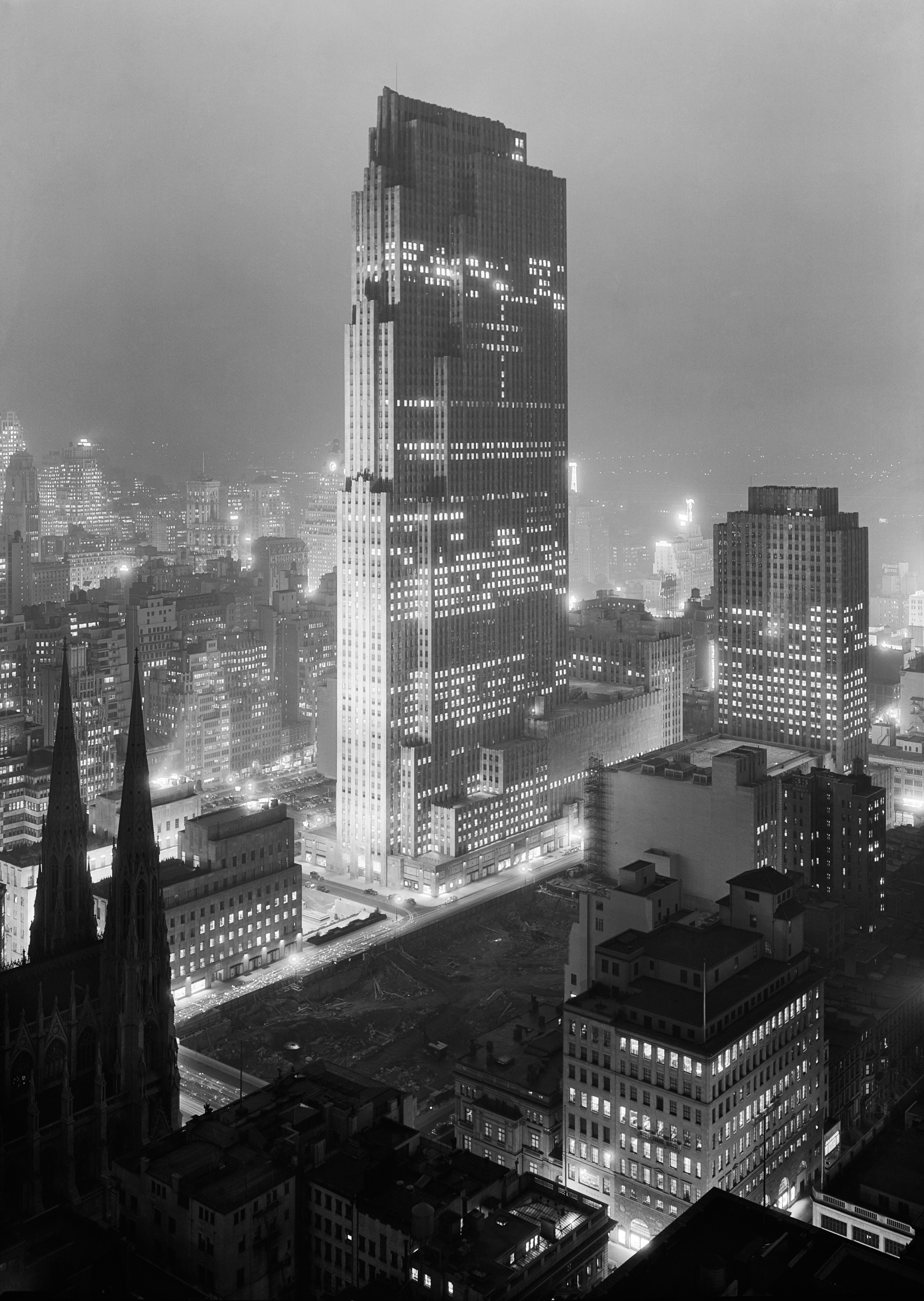
O Rockefeller Center à noite, 1933

O Empire State Building originou-se de um projeto de 1928 para reconstruir o Waldorf-Astoria Hotel em um empreendimento de 50 andares de uso misto; a compra do terreno por US$ 14 milhões (US$ 2,1 bilhões) estabeleceu um recorde em Nova Iorque para o ano. John Raskob e Pierre du Pont entraram no projeto como financiadores e concluíram que o projeto seria mais lucrativo se o local fosse usado para construir um arranha-céus de 80 andares extremamente alto. Embora as estimativas financeiras revistas tenham sugerido que a altura deveria ser reduzida, o status de ter o prédio mais alto do mundo era considerável, e em vez disso, cinco andares adicionais foram adicionados para garantir a construção, com 320 metros, seria um pouco mais alto que o edifício Chrysler. Um mirante foi construído para atrair turistas, o que provou ser uma valiosa fonte de receita. O arranha-céu de calcário, granito e alumínio foi especialmente projetado para ser facilmente montado, com painéis padronizados e acessórios estruturais, e foi concluído em apenas 18 meses, abrindo em 1931. Devido à recessão, no entanto, ele estava apenas 25% ocupado nos anos 1930 e funcionava com prejuízo; críticos o apelidaram de "Edifício do Estado Vazio" ("Empty State Building").
O Rockefeller Center tinha originalmente sido planejado por John D. Rockefeller Jr. para ser um novo local para a Metropolitan Opera House, mas o crash da bolsa de valores acabou com o esquema. Rockefeller decidiu desenvolver um grande centro de escritórios, aproveitando os baixos custos de construção durante a recessão. No centro do desenvolvimento estava o Edifício RCA, fortemente influenciado pelo arquiteto Raymond Hood. A longa RCA, semelhante a uma laje, tinha dois eixos distintos - de um lado, parecia uma torre estreita; do outro, erguia-se como uma parede transparente. Não apenas a estrutura era altamente distinta, mas também economicamente muito eficaz. O projeto maximizou a luz disponível para os escritórios e eliminou as salas internas mais escuras, já que o núcleo do edifício era totalmente ocupado por elevadores e outros serviços de engenharia. Demorou até 1940 antes de todo o edifício ter sido preenchido por inquilinos.
Em Chicago, o último arranha-céu antes da guerra foi construído em 1934. O Field Building foi comissionado durante os anos finais do boom da economia entre guerras, e o Home Insurance Building - o primeiro arranha-céu, construído em 1884 - foi demolido para dar lugar ao desenvolvimento no estilo "asa e torre".

### Mania de arranha-céus e comentário social

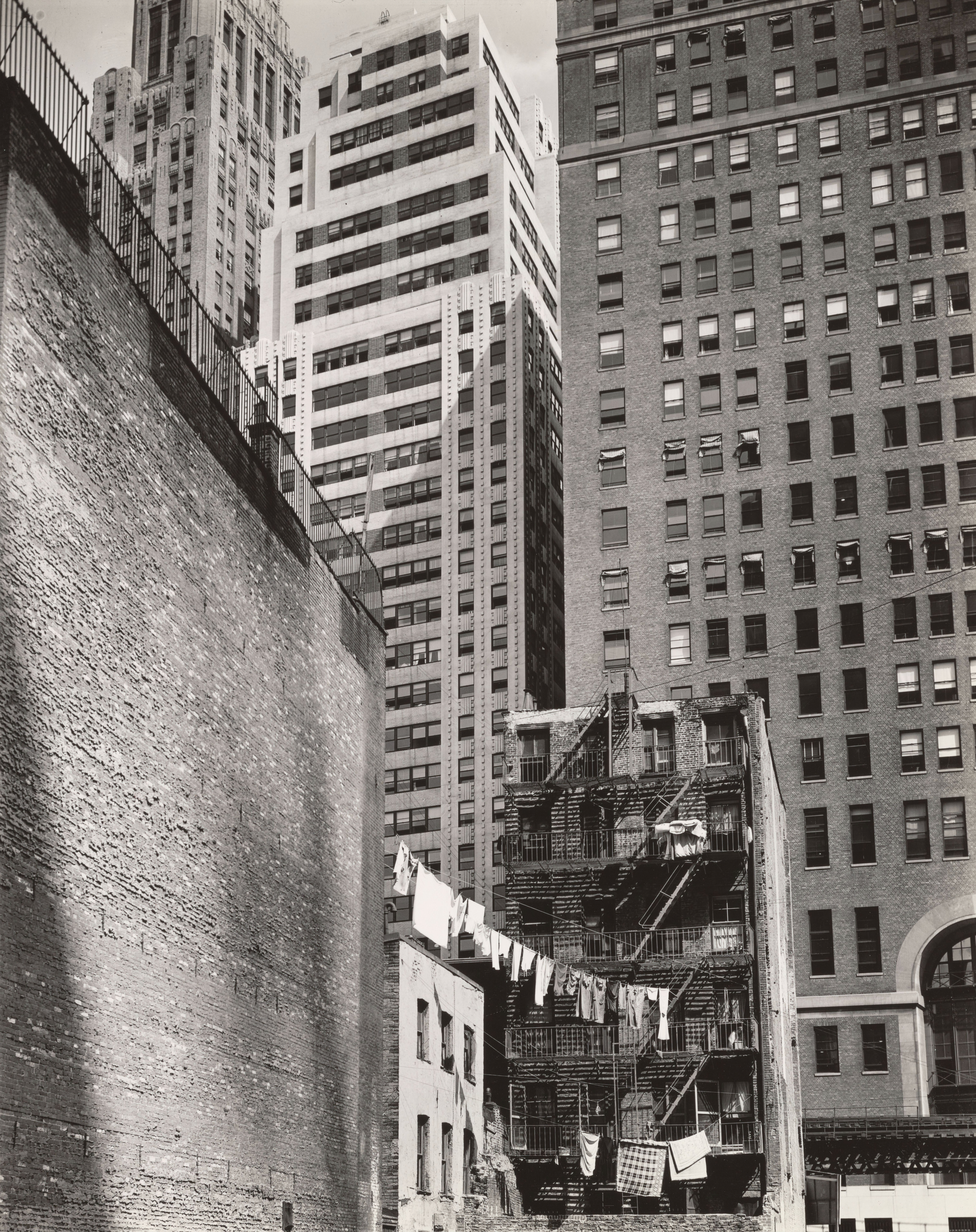
A representação de Berenice Abbott da mudança de Manhattan, 1936; Edifício Cunard (direita)

O interesse público em arranha-céus aumentou durante a década de 1920, particularmente após a competição do Tribune. Os projetos da competição foram distribuídos em exposição, com 25.000 pessoas chegando para vê-los em Chicago em apenas um mês. No rescaldo, imagens de arranha-céus floresceram em toda a cultura americana, iniciando o que o historiador Merrill Schleier chamou de "mania de arranha-céu". A exposição "Titan City" em 1925 celebrou os arranha-céus existentes e contou com murais futuristas de Harvey Corbett e Hugh Ferriss, retratando o arranha-céu no coração da "Cidade do Futuro". O curta de 1921 de Charles Sheeler e Paul Strand, Manhatta, explorou a forma, terminando com um pôr do sol no topo de um arranha-céu. Autores como Janet Flanner, John Dos Passos e Mary Borden escreveram romances com arranha-céus como motivos ou cenários importantes. John Carpenter produziu um balé sobre o tema. Paul Frankl projetou uma variedade de "móveis de arranha-céu" populares.
Muito da opinião pública era favorável aos edifícios, refletindo um otimismo sobre a tecnologia e a direção da vida urbana em geral. Arranha-céus eram vistos como uma expressão de engenharia racional, os edifícios perfeitos para a humanidade viver, como celebrado nas litografias do artista Louis Lozowick. Alguns outros proponentes de arranha-céus os comparavam a catedrais medievais, símbolos da era moderna. Poemas descreviam arranha-céus como objetos de beleza sublime e racional, Ferris os descreveu como "edifícios como cristais, paredes de vidro translúcido, blocos de vidro transparente revestindo uma grade de aço". Na exposição Century of Progress de Chicago em 1933, arranha-céus e tecnologia foram retratados como uma solução para os problemas atuais e futuros da América. O arquiteto franco-suíço Le Corbusier aclamou Nova Iorque em 1935 como sendo "esmagadora, incrível, excitante, violentamente viva", mas continuou reclamando que ainda havia poucos arranha-céus, e os que haviam sido construídos ainda não eram altos o suficiente. Lewis Hine, contratado para registrar a construção do Empire State Building, retratou as equipes de construção de arranha-céus como heróis corajosos, criando um gênero de fotografia que continuou até 1941.

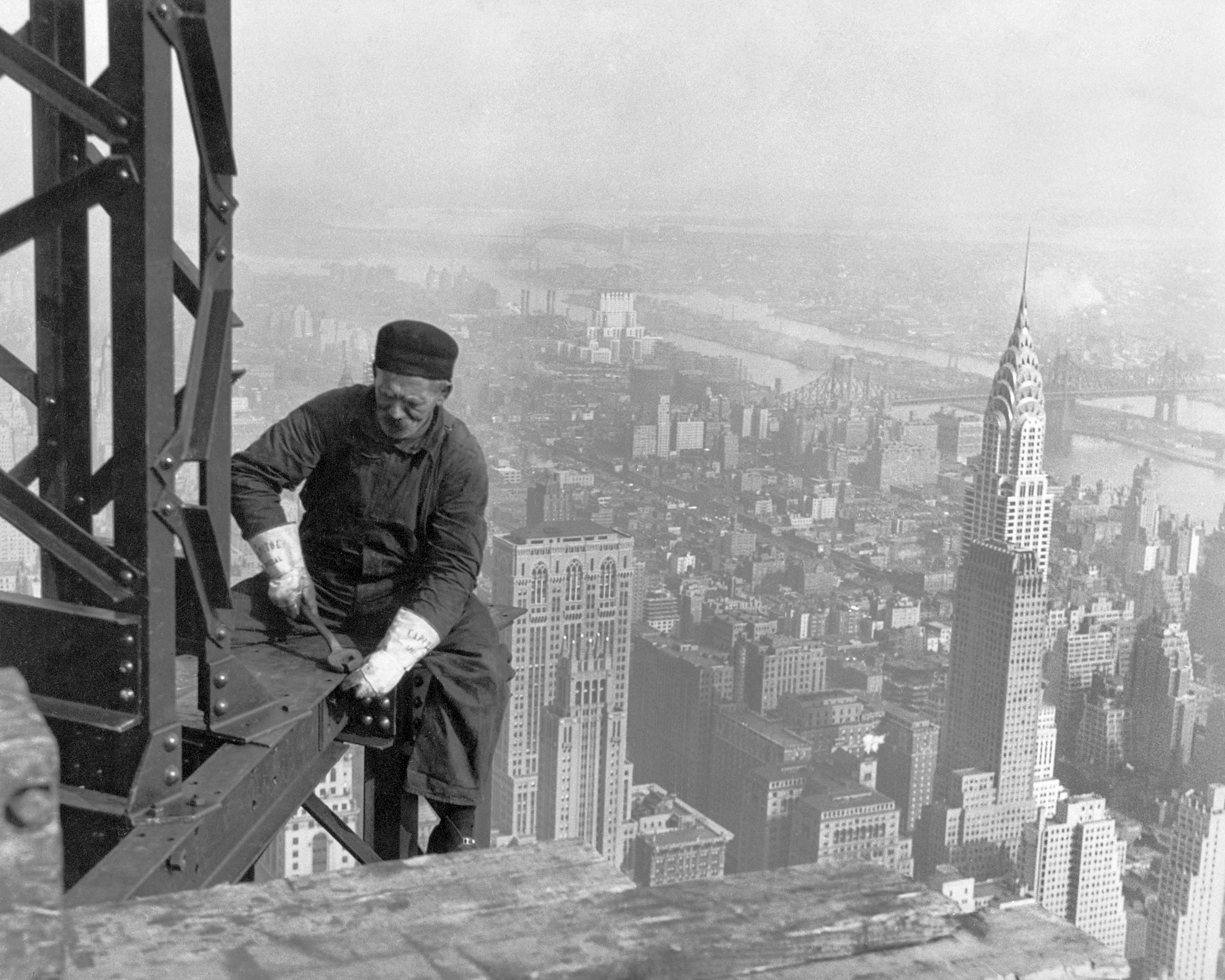
Um trabalhador que constrói o Empire State Building em 1930, com vista para o Edifício Chrysler ao fundo (direita), por Lewis Hine

Seus críticos expressavam preocupações sobre o efeito da tecnologia moderna e da vida urbana sobre a condição humana, argumentando que os arranha-céus geravam poluição e ruído, e impunham um estilo de vida desumano às pessoas que trabalhavam nelas. O comentador social Lewis Mumford refletiu as preocupações de muitos em suas críticas intituladas Is the Skyscraper Tolerable? e A cidade intolerável. O teórico político Stefan Hirsch condenou os edifícios como "bandagens cobrindo o céu, sufocando nossa respiração". O inventor Thomas Edison expressou o receio de que uma expansão descontrolada dos arranha-céus resultaria em superlotação e desastre. As gravuras do artista Howard Cook criticaram o caráter opressivo dos novos arranha-céus à medida que se aproximavam da cidade tradicional. Os estudos fotográficos de Berenice Abbott sobre Nova Iorque na década de 1930 exploraram o complexo tema da mudança urbana e o efeito dos arranha-céus nos modos de vida mais antigos da cidade, ecoando o trabalho de Steigler na primeira década do século.
Hollywood usou extensos arranha-céus extensivamente em filmes populares. "Os arranha-céus de Nova York", de 1906, tornou-se o primeiro de muitos e, na década de 1920, Harold Lloyd produziu seus cinco "filmes de arranha-céu", com destaque para Safety Last!, em que o herói balança de um relógio ao lado de um prédio de Los Angeles. Nestes primeiros filmes mudos, os arranha-céus estavam intimamente associados à identidade masculina; a escalada de arranha-céus de Lloyd, intimamente associada à transformação de seus personagens de homens jovens em adultos maduros, e à vitória da heroína. O filme de 1933, King Kong, incluiu outro uso icônico do arranha-céu inicial em suas cenas finais, quando o macaco gigante escalou o Empire State Building pouco antes de sua morte; a cena pode ser interpretada como um instinto natural contrastante com a racionalidade insensível do edifício moderno e da grande Nova Iorque.

## Legado

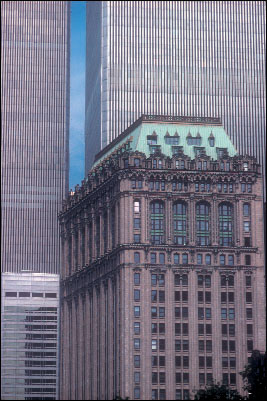
O West Street Building em 1988, ofuscado pelo modernista World Trade Center

O desenvolvimento do arranha-céu parou durante os anos da Segunda Guerra Mundial. Uma vez retomado o desenvolvimento nas décadas de 1950 e 1960, o arranha-céu entrou em uma fase diferente de desenvolvimento, geralmente chamada de período internacional ou moderno. Alguns projetos experimentais nesse estilo foram construídos nos Estados Unidos usando conceitos arquitetônicos europeus no início dos anos 1930, mais notavelmente a Philadelphia Savings Fund Society e o McGraw-Hill Buildings. No pós-guerra, seus temas modernistas foram usados em uma nova geração de arranha-céus. Estes ficaram isolados em terrenos individuais à moda do edifício RCA do Rockefeller Centre, e não como parte de uma fileira de edifícios, formando enormes lajes e torres com enormes fachadas de vidro, quebrando as tradições dos arranha-céus anteriores. No interior, novas tecnologias, como a iluminação fluorescente e o amplo ar-condicionado, tornaram desnecessárias muitas características arquitetônicas mais antigas, como os pátios internos e janelas que se abrem.
A tendência teve implicações substanciais para muitos dos primeiros arranha-céus. Alguns foram redesenhados para atender novos gostos. Grande parte dos detalhes ornamentados foi removida da Metropolitan Life Tower na década de 1960, por exemplo, para se adequar à moda contemporânea e mais simples. No entanto, muitos arranha-céus mais antigos não puderam ser adaptados, pois não tinham a profundidade física necessária para construir escritórios modernos maiores ou o espaço para novas instalações de serviços. Alguns foram demolidos para dar lugar a estruturas novas e maiores. Entre eles, a Singer Tower, demolida em 1968 e substituída pelo estilo internacional United States Steel Building. No século XXI, edifícios como o 90 West Street foram reformados como habitação de luxo, em parte por causa de suas amplas janelas e acesso à luz solar.
A discussão crítica dos primeiros arranha-céus começou a partir da década de 1880 na comunidade arquitetônica e continuou através de uma crescente comunidade cultural e acadêmica no período entre guerras. Em 1930, os termos "escola" e "movimento" de Chicago começaram a ser usados pela primeira vez, popularizados pelos acadêmicos Sigfried Giedion e Carl Condit dos anos 1940 como um rótulo para os primeiros arquitetos de Chicago. Eles consideravam os arranha-céus como os primeiros precursores do modernismo e marcavam uma clara ruptura com formas arquitetônicas anteriores nos Estados Unidos. Essa interpretação dos arranha-céus de Chicago foi posteriormente desafiada por Robert Bruegmann e Daniel Bluestone, que argumentaram que se subestimou os elos do movimento à cultura preexistente de Chicago. Durante as décadas de 1980 e 1990, a análise dos primeiros arranha-céus afastou-se cada vez mais dos arquitetos e arquitetos dos edifícios individuais para considerações sobre os papéis dos arranha-céus no contexto urbano mais amplo. Histórias enfatizando a dimensão social, econômica e cultural dos arranha-céus começaram a ser produzidas, com os arranha-céus de Nova Iorque recebendo mais atenção do que antes. O Skyscraper Museum - o primeiro a abordar o tema - foi fundado em Nova York em 1997 pela historiadora Carol Willis para preservar a história do arranha-céu.
- Lista de arranha-céus adiantados
- História dos edifícios mais altos do mundo
- Arquitetura dos Estados Unidos